# Liste der Biografien/Kie
Liste der Biografien |
Portal Biografien |
Personensuche
# |
A |
B |
C |
D |
E |
F |
G |
H |
I |
J |
K |
L |
M |
N |
O |
P |
Q |
R |
S |
T |
U |
V |
W |
X |
Y |
Z |
?
 
Ka |
Kb |
Kc |
Kd |
Ke |
Kf |
Kg |
Kh |
Ki |
Kj |
Kl |
Km |
Kn |
Ko |
Kp |
Kr |
Ks |
Kt |
Ku |
Kv |
Kw |
Ky |
Kx |
Kz
 
Kia |
Kib |
Kic |
Kid |
Kie |
Kif |
Kig |
Kih |
Kii |
Kij |
Kik |
Kil |
Kim |
Kin |
Kio |
Kip |
Kir |
Kis |
Kit |
Kiu |
Kiv |
Kiw |
Kix |
Kiy |
Kiz
Die Liste der Biografien führt alle Personen auf, die in der deutschsprachigen Wikipedia einen Artikel haben. Dieses ist eine Teilliste mit 881 Einträgen von Personen, deren Namen mit den Buchstaben „Kie“ beginnt.

## Kie

### Kieb
- Kiebach, Hans-Jürgen (1930–1995), deutscher Filmarchitekt
- Kieback, Bernd (* 1953), deutscher Materialwissenschaftler und Hochschullehrer
- Kiebel, Hannes (1936–2008), deutscher Sozialarbeiter, Hochschullehrer und Herausgeber
- Kiebel, Heiner, deutscher Basketballfunktionär
- Kieber, Heinrich (* 1965), vermutlicher Informant des BND
- Kieber, Niklas (* 1993), liechtensteinischer Fussballspieler
- Kieber, Roland (* 1969), österreichischer Schauspieler deutscher Herkunft
- Kieber, Volker (* 1962), deutscher parteiloser Politiker
- Kieber, Walter (1931–2014), liechtensteinischer Regierungschef
- Kieber, Wolfgang (* 1984), liechtensteinischer Fussballspieler
- Kieber-Beck, Rita (* 1958), liechtensteinische Politikerin
- Kieber-Gotzig, Marion, deutsche Handballspielerin
- Kiebitz, Franz (1878–1962), deutscher Hochfrequenztechniker
- Kiebler, Herbert (1952–1975), deutsches Todesopfer der Berliner Mauer
- Kiebler, Susanne (* 1959), deutsche Künstlerin und Dozentin
- Kieburg, Christiane (* 1956), deutsche Judoka

### Kiec
- Kiechl, Johann (1804–1893), österreichischer Jurist, Politiker und Landeshauptmann von Tirol
- Kiechl, Josef (1757–1829), österreichischer Bildhauer und Erzgießer
- Kiechl, Stefan, Neurologe und Psychiater und Vorstand der Universitätsklinikum für Neurologie in Innsbruck
- Kiechle, Franz (1931–1991), deutscher Althistoriker
- Kiechle, Ignaz (1930–2003), deutscher Politiker (CSU), MdB
- Kiechle, Marion (* 1960), deutsche GynäkologinMarion Kiechle (* 1960)

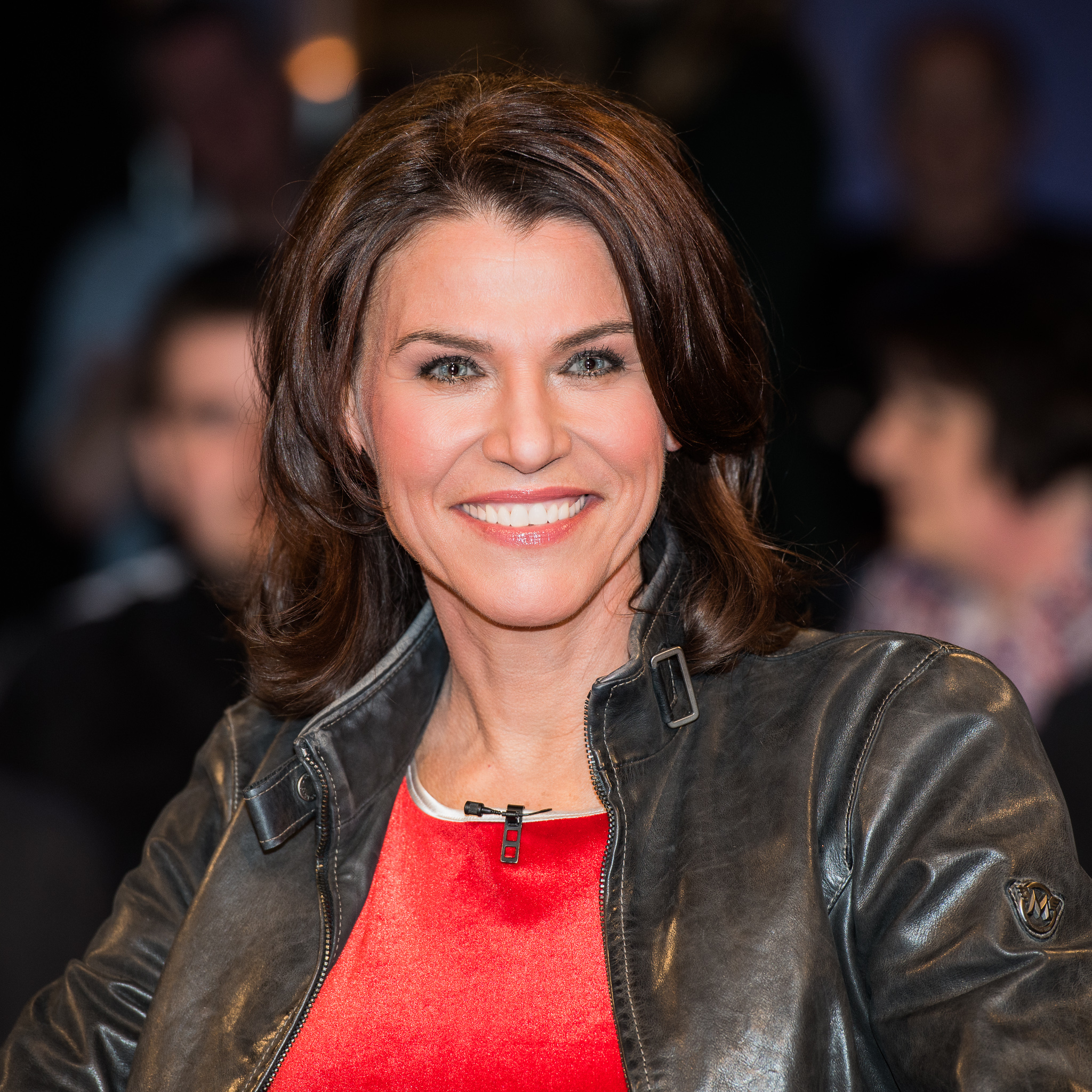
Marion Kiechle (* 1960)

- Kiechle, Norbert (1885–1966), deutscher Verwaltungsjurist und Landrat
- Kiechle, Sina (* 2007), deutsche Skispringerin
- Kiechle, Stefan (* 1960), deutscher Jesuiten und Provinzial der deutschen Jesuitenprovinz
- Kiechle, Thomas (* 1967), deutscher Kommunalpolitiker, Oberbürgermeister der Stadt Kempten (Allgäu)
- Kiéck, Wolfgang (* 1946), deutscher Politiker (SPD), MdHB
- Kieckbusch, Klaus (* 1931), deutscher Pädagoge und Autor
- Kieckbusch, Susanne (* 1961), deutsche Politikerin (Grüne), MdB
- Kieckbusch, Wilhelm (1891–1987), deutscher evangelisch-lutherischer Bischof von Eutin
- Kieckebusch, Alfred (* 1877), deutscher Verwaltungsjurist und Landrat
- Kieckebusch, Werner von (1887–1975), deutscher Historiker, Genealoge und Landwirt
- Kiecker, Oskar (1881–1960), deutscher Architekt, Baubeamter, Denkmalpfleger und Sachbuchautor
- Kieckers, Ernst (1882–1938), deutscher Sprachwissenschaftler
- Kieckhäben, Bernd (* 1990), deutscher Sänger, Songwriter, Entertainer und Stylist
- Kieckhäfer, Karsten (* 1981), deutscher Ökonom
- Kieckhefer, Richard (* 1946), US-amerikanischer Historiker
- Kieckhöfer, Elsa, deutsche Tischtennisspielerin
- Kiecol, Hubert (* 1950), deutscher Künstler

### Kied
- Kiedaisch, Lukas (* 1988), deutscher Filmkomponist und Musiker
- Kiedaisch, Michael (* 1962), deutscher Perkussionist, Musikpädagoge und Komponist
- Kiedel, Michael (* 1975), deutscher Schwimmer
- Kiederich, Franz (1873–1950), deutscher Maler
- Kiederich, Ludwig (1885–1929), deutscher Landschafts-, Genre- und Tiermaler der Düsseldorfer Schule
- Kiederich, Paul Joseph (1809–1850), deutscher Historien- und Porträtmaler der Düsseldorfer Schule
- Kiedewicz, Sławomir (* 1973), polnischer Eishockeyspieler
- Kiedis, Anthony (* 1962), US-amerikanischer Sänger und Bandleader der Red Hot Chili PeppersAnthony Kiedis (* 1962)

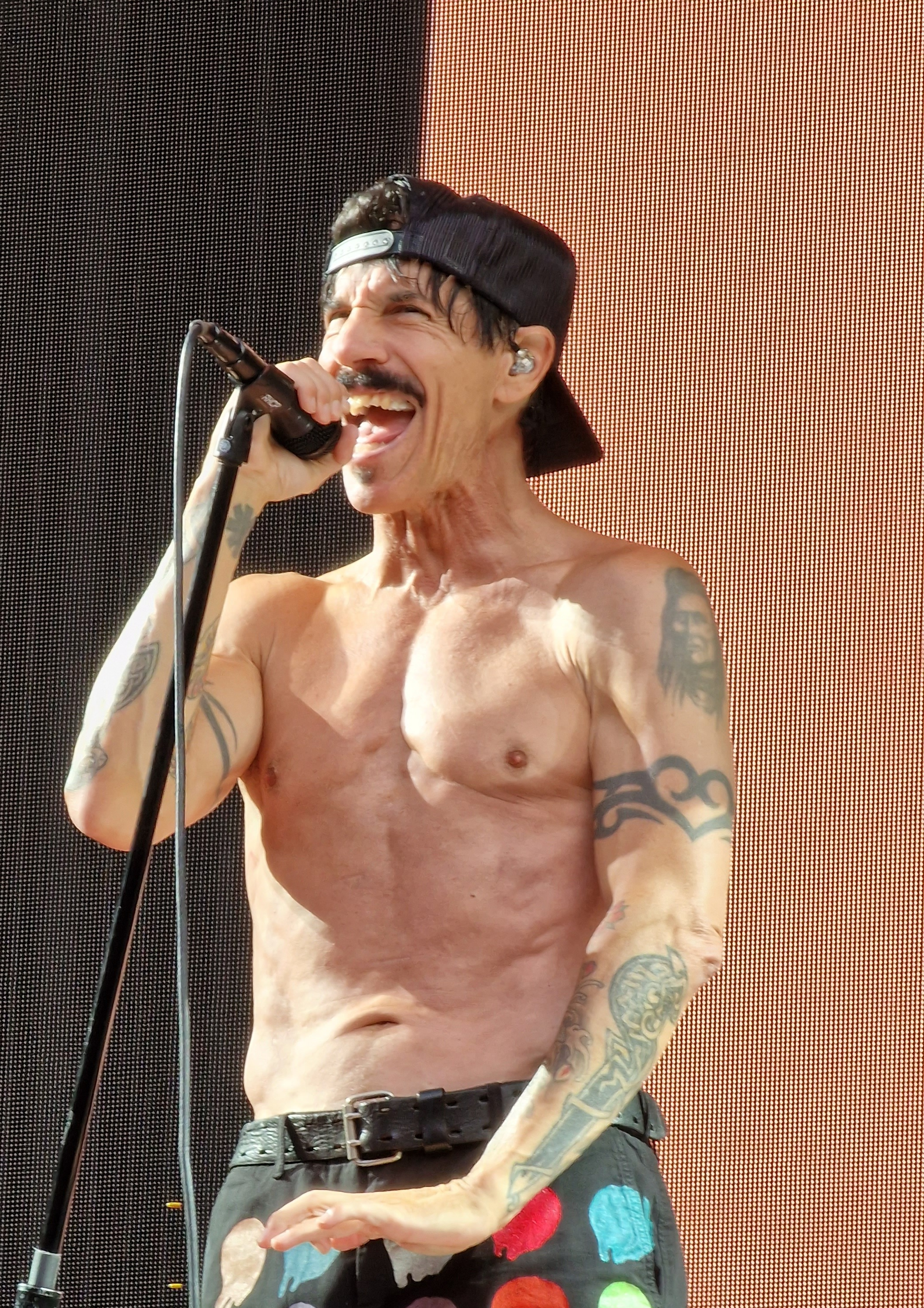
Anthony Kiedis (* 1962)

- Kiedl, Paul (* 2001), österreichischer Fußballspieler
- Kiedl, Peter (* 2004), österreichischer Fußballspieler
- Kiedorf, Gregor (* 1985), deutscher Rettungsschwimmer und Ingenieur
- Kiedorf, Manfred (1936–2015), deutscher Bühnenbildner, Illustrator und Miniaturist
- Kiedroňová, Eva (* 1963), tschechische Autorin
- Kiedrowski, Maria (* 1988), deutsche Handballspielerin
- Kiedrzynek, Katarzyna (* 1991), polnische Fußballtorhüterin
- Kiedrzyński, Stefan (1886–1943), polnischer Schriftsteller, Dramatiker und Drehbuchautor

### Kief
- Kief, Hans Bernhard (* 1932), deutscher Elektroingenieur und Fachbuchautor
- Kief, Theo (1922–2020), deutscher Architekt und Baudirektor von Nürnberg
- Kiefaber, Joachim (* 1945), deutscher Politiker (FDP), MdL
- Kiefaber, Roland (* 1942), deutscher Fußballspieler
- Kiefel, Jörg (* 1966), deutscher Bühnenbildner und Szenograf
- Kiefel, Josef (1909–1988), deutscher Geheimdienstler der DDR-Staatssicherheit
- Kiefel, Ron (* 1960), US-amerikanischer Radrennfahrer
- Kiefer, Adolph (1918–2017), US-amerikanischer Schwimmer
- Kiefer, Albert (1918–2018), deutscher Maler
- Kiefer, Alfred (1893–1977), deutscher Verwaltungsjurist
- Kiefer, Amelie (* 1987), deutsche Schauspielerin
- Kiefer, Andreas (* 1957), österreichischer Politiker, Generalsekretär des Kongress der Gemeinden und Regionen des Europarates
- Kiefer, Andrew (1832–1904), US-amerikanischer Politiker
- Kiefer, Anselm (* 1945), deutsch-österreichischer Maler und Bildhauer
- Kiefer, Anton (1627–1672), Schweizer Benediktinermönch, Komponist, Organist, Prior und Bibliothekar
- Kiefer, Axel (1936–2013), deutscher Fußballspieler
- Kiefer, Bertrand (* 1955), Schweizer Arzt, Theologe und Ethiker
- Kiefer, Christian Friedrich (1803–1878), republikanischer Abgeordneter in Baden
- Kiefer, Claus (* 1958), deutscher Physiker
- Kiefer, Daniela (* 1974), österreichische SchauspielerinDaniela Kiefer (* 1974)

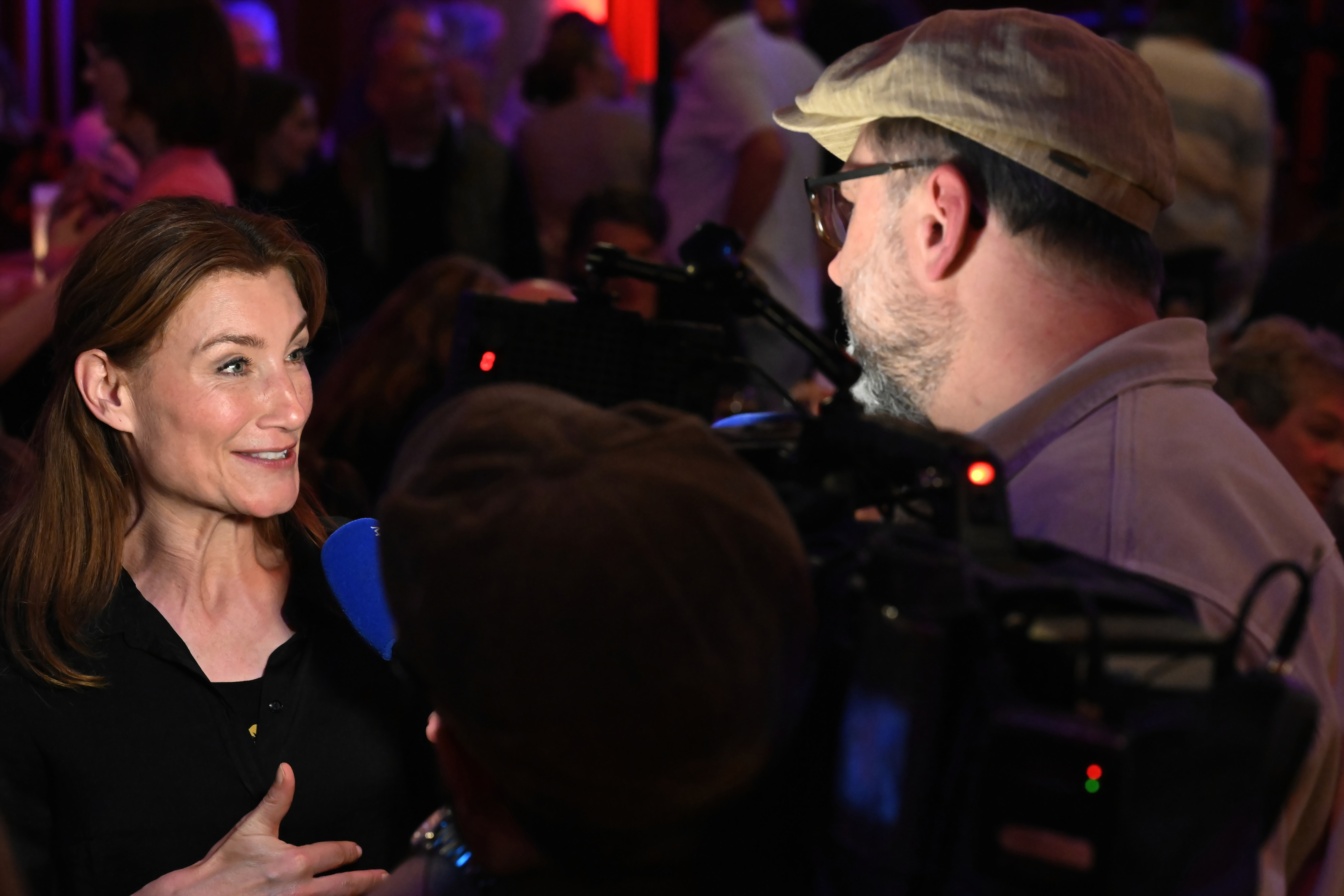
Daniela Kiefer (* 1974)

- Kiefer, Dorkas (* 1972), deutsche SchauspielerinDorkas Kiefer (* 1972)

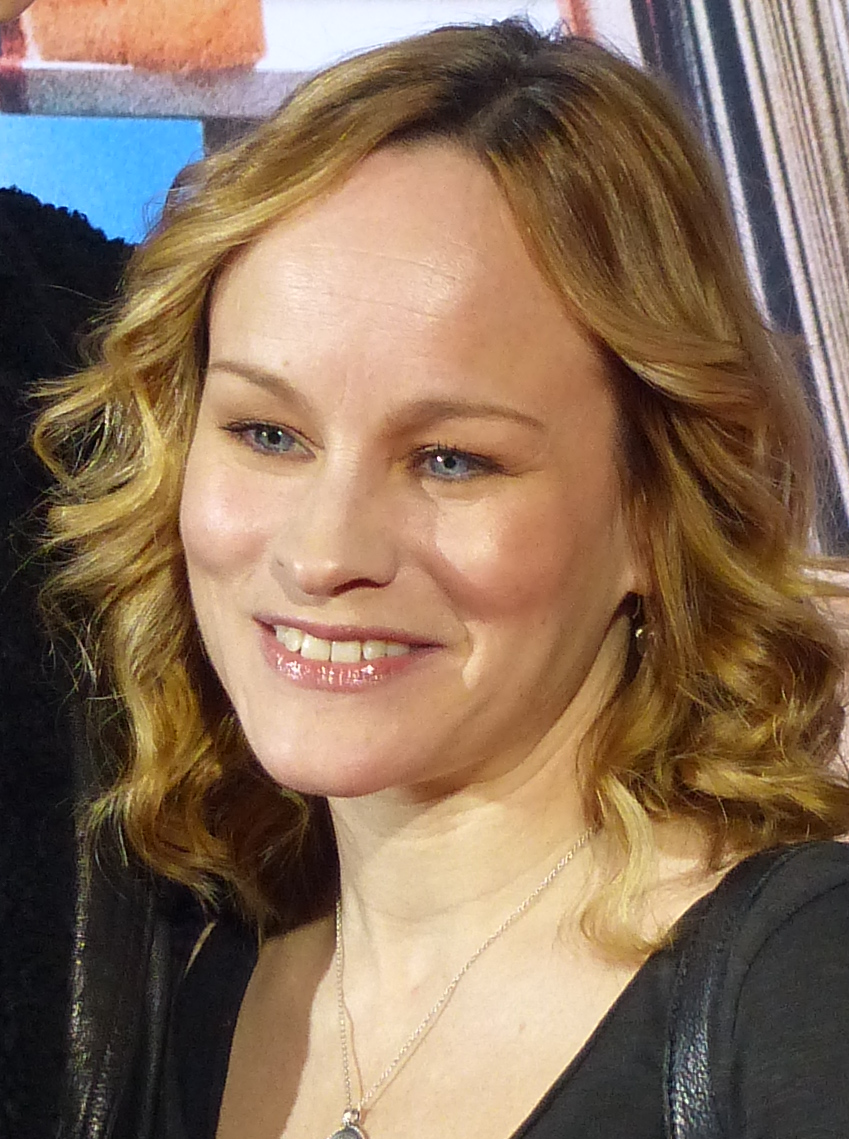
Dorkas Kiefer (* 1972)

- Kiefer, Erich (1903–1962), deutscher Ingenieur und Unternehmer
- Kiefer, Ernst (1869–1936), saarpfälzer Mundartdichter
- Kiefer, Friedrich (1830–1895), deutscher Jurist und Politiker (NLP), MdR
- Kiefer, Friedrich (1879–1952), deutscher Verwaltungsjurist
- Kiefer, Friedrich (1897–1985), deutscher Biologe
- Kiefer, Gabriele G. (* 1960), deutsche Landschaftsarchitektin
- Kiefer, Gerhard (1938–2011), deutscher Ingenieur
- Kiefer, Heinrich (1877–1946), deutscher Architekt
- Kiefer, Heinrich (1911–1980), deutscher Maler und Grafiker
- Kiefer, Heinrich Joseph (1799–1882), deutscher Richter und Abgeordneter
- Kiefer, Heinz (* 1948), deutscher Polizist, Präsident der European Confederation of Police (EuroCOP)
- Kiefer, Heinz-Josef (1927–2012), deutscher Manager und Hochschullehrer
- Kiefer, Henri (* 2005), deutscher Mountainbiker
- Kiefer, Herman (1825–1911), deutsch-amerikanischer Mediziner und Politiker sowie ein Diplomat der Vereinigten Staaten
- Kiefer, Hermann (1867–1946), badischer Beamter
- Kiefer, Homer W. (1898–1976), US-amerikanischer Offizier, Generalmajor der US-Army
- Kiefer, Ida (* 1982), deutsche Schauspielerin und Model russisch-französischer Abstammung
- Kiefer, Iris, deutsche Filmproduzentin und Drehbuchautorin
- Kiefer, Isidor (1871–1962), deutsch-amerikanischer Unternehmer, letzter Vorsitzende einer jüdischen Gemeinde in Worms
- Kiefer, Jakob (1919–1991), deutscher Turner
- Kiefer, Jan-Hendrik (* 1991), deutscher Schauspieler
- Kiefer, Jens (* 1974), deutscher Fußballtrainer
- Kiefer, Johann (* 1914), deutscher Politiker (CDU), MdL
- Kiefer, Johannes (* 1964), deutscher Regieassistent und Regisseur
- Kiefer, Jörg (1944–2010), Schweizer Journalist, Autor und Politiker (FDP)
- Kiefer, Joscha (* 1982), deutscher Schauspieler
- Kiefer, Josef (1905–1977), deutscher Buchbindermeister und Politiker (CSU)
- Kiefer, Julius (1820–1899), deutscher Kaufmann, Saarbrücker Bürgermeister und Ornithologe
- Kiefer, Jürgen (1936–2017), deutscher Biophysiker
- Kiefer, Karl (1866–1940), deutscher katholischer Theologe und Domkapitular
- Kiefer, Klaus H. (* 1947), deutscher Germanist
- Kiefer, Lee (* 1994), US-amerikanische Fechterin
- Kiefer, Lena (* 1984), deutsche Autorin
- Kiefer, Lisa (* 2002), deutsche Basketballspielerin
- Kiefer, Lukas (* 1993), deutscher Fußballspieler
- Kiefer, Marianne (1928–2008), deutsche Schauspielerin und Moderatorin
- Kiefer, Marie Luise (1934–2025), deutsche Kommunikationswissenschaftlerin
- Kiefer, Martin (* 1983), deutscher Schauspieler
- Kiefer, Max (1889–1974), deutscher Architekt, Bauleiter, SS-Führer und Verurteilter der Nürnberger Prozesse
- Kiefer, Michael (* 1961), deutscher Islamwissenschaftler
- Kiefer, Michael Mathias (1902–1980), deutscher Maler
- Kiefer, Nicolas (* 1977), deutscher TennisspielerNicolas Kiefer (* 1977)

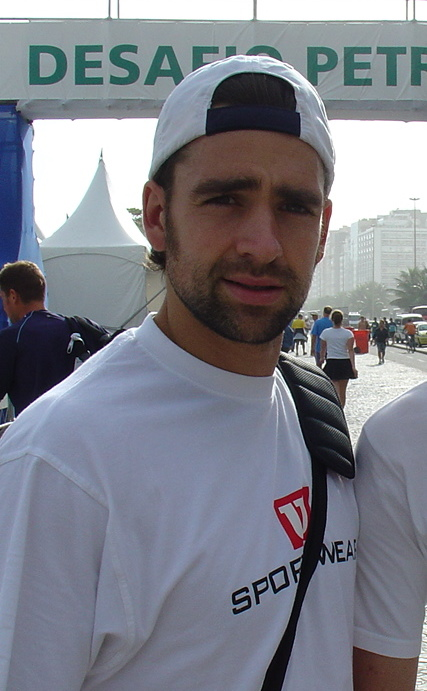
Nicolas Kiefer (* 1977)

- Kiefer, Oskar (1874–1938), deutscher Bildhauer
- Kiefer, Peter (1884–1945), deutscher Politiker (NSDAP), MdR
- Kiefer, Peter (1884–1953), deutscher Politiker (FDP)
- Kiefer, Peter (* 1961), deutscher Klangkünstler und Komponist
- Kiefer, Philip (* 1973), deutscher Sachbuchautor
- Kiefer, Reinhard (* 1956), deutscher Schriftsteller und Literaturwissenschaftler
- Kiefer, Rick (1939–2025), US-amerikanischer Jazztrompeter
- Kiefer, Severin (* 1990), österreichischer Eiskunstläufer
- Kiefer, Stefan (1965–2017), deutscher Motorradrennfahrer, Teamchef und Mitbesitzer des Rennstalls Kiefer Racing
- Kiefer, Thomas (* 1958), US-amerikanischer Ruderer
- Kiefer, Thomas (* 1962), deutscher Theologe, Dozent und Referent im Bistum Speyer
- Kiefer, Thomas (* 1977), deutscher Chorleiter
- Kiefer, Verena (* 1964), deutsche Übersetzerin
- Kiefer, Vinzenz (* 1979), deutscher SchauspielerVinzenz Kiefer (* 1979)

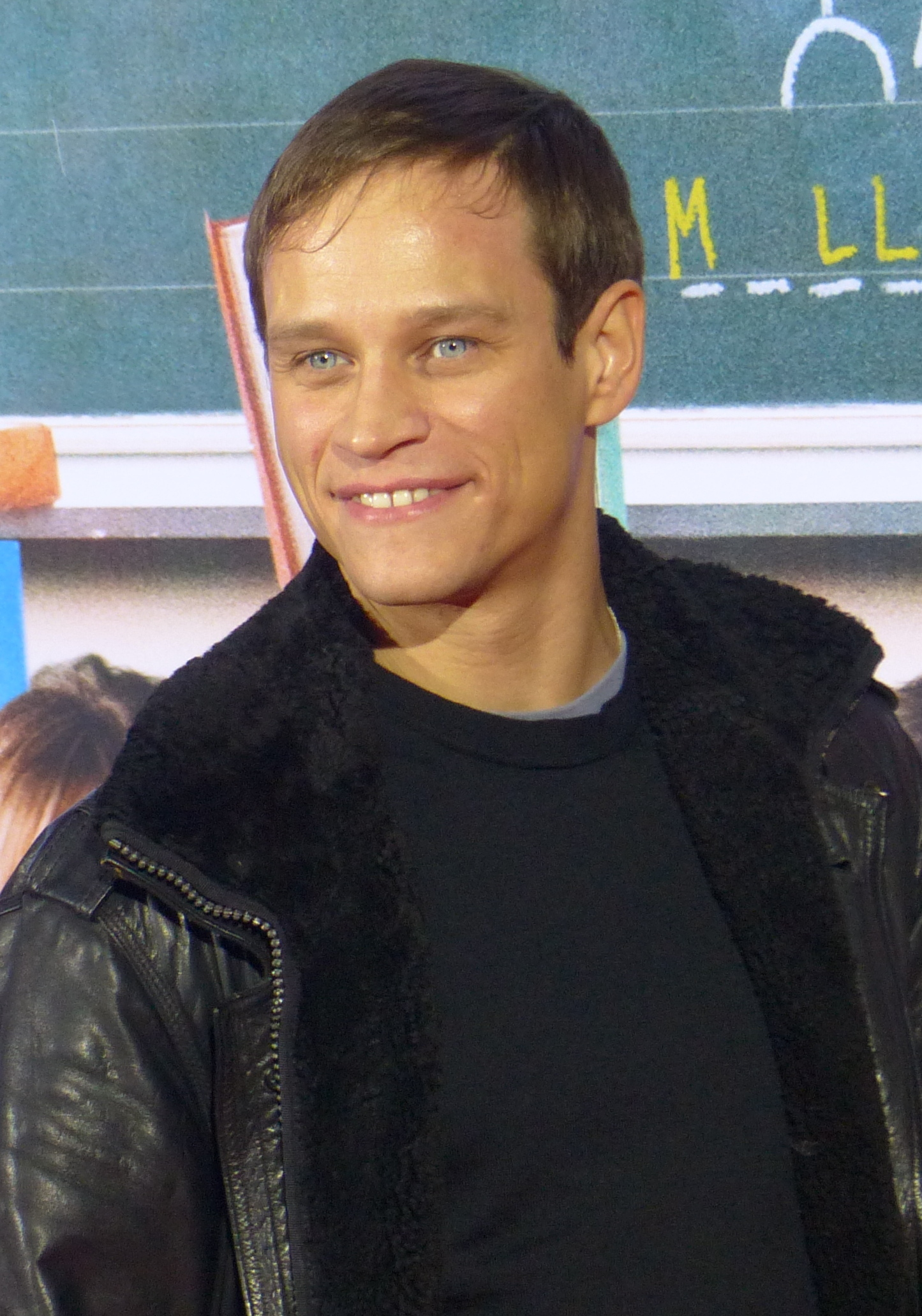
Vinzenz Kiefer (* 1979)

- Kiefer, Vroni (* 1974), deutsche Schauspielerin, Moderatorin, Regisseurin und Autorin
- Kiefer, Warren (1929–1995), US-amerikanischer Autor, Filmregisseur und Drehbuchautor
- Kiefer, Wilhelm (1890–1979), deutscher Journalist
- Kiefer, Willy (1927–2013), deutscher Heimatforscher
- Kiefer, Wolfgang (* 1941), deutscher Physiker
- Kiefer-Hablitzel, Charles (1872–1947), Mäzen
- Kiefer-Lerch, Günter (1937–2014), deutscher Maler und Grafiker
- Kieferle, Georg (1929–2021), deutscher Architekt und chilenischer Honorarkonsul
- Kiefersauer, Christoph (* 1998), deutscher Eishockeyspieler
- Kiefersauer, Johann (* 1948), deutscher Comiczeichner
- Kiefersauer, Matthias (* 1973), deutscher RegisseurMatthias Kiefersauer (* 1973)

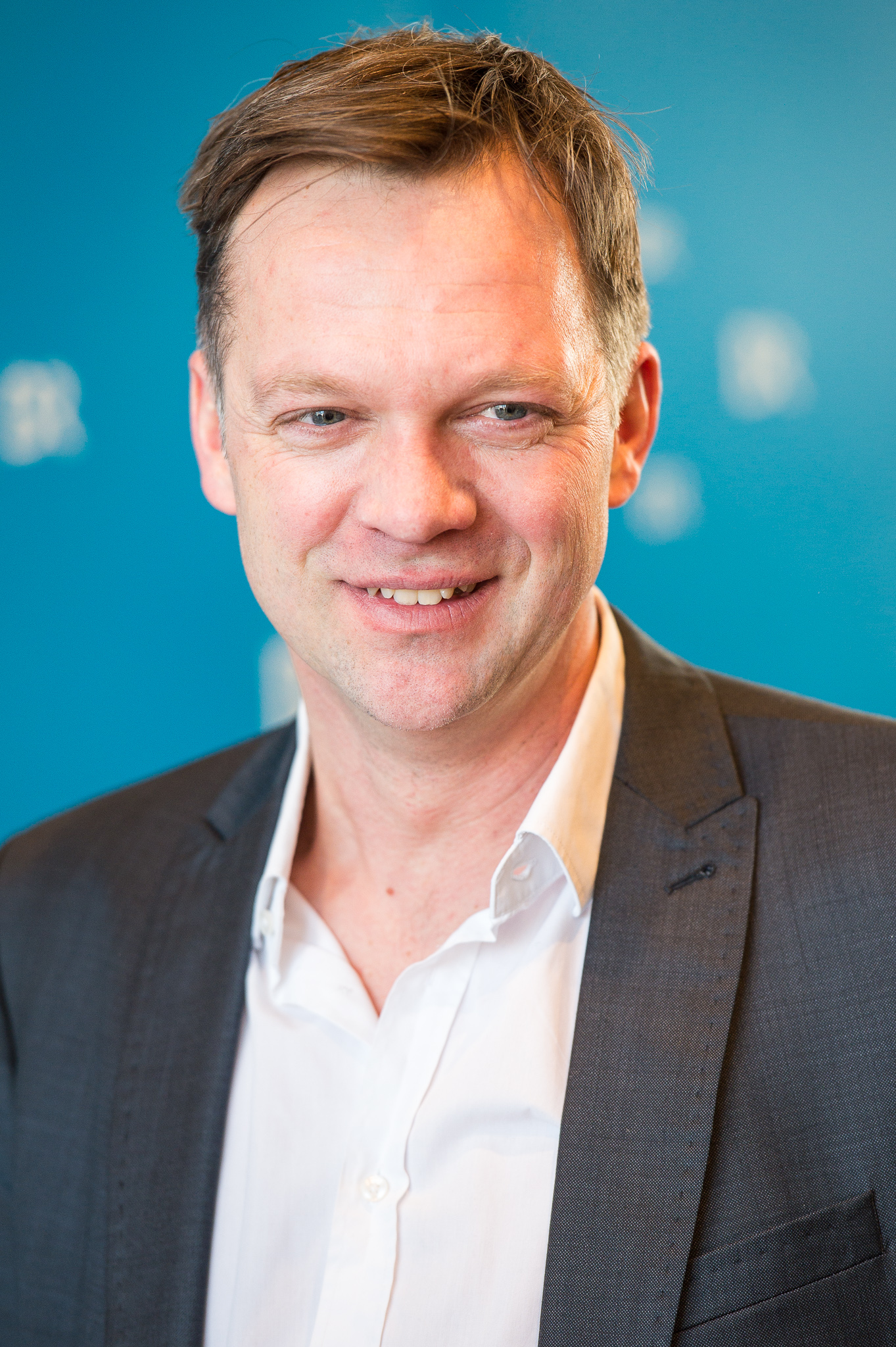
Matthias Kiefersauer (* 1973)

- Kiefert, Hans (1905–1966), deutscher Politiker (SED), MdV
- Kiefert, Jürgen (* 1941), deutscher Fußballspieler
- Kieffer, Ben (* 2008), deutscher Fußballspieler
- Kieffer, Bob (* 1978), luxemburgischer Beamter, Vorsitzender des luxemburgischen Schatzamts
- Kieffer, Brigitte (* 1958), französische Neurobiologin und Hochschullehrerin
- Kieffer, Charles (1910–1975), US-amerikanischer Ruderer
- Kieffer, Dagi (1925–2021), deutsche Vorsitzende des Stiftungsrats der Stiftung Ökologie & Landbau
- Kieffer, Emil (1881–1959), deutscher Landrat
- Kieffer, Friedrich von (1880–1952), deutscher Generalleutnant im Zweiten Weltkrieg
- Kieffer, Ilona (* 1997), französische Handballspielerin
- Kieffer, Jean-Luc (* 1969), französischer Handballspieler und -trainer
- Kieffer, Johann Jakob (1814–1891), deutscher Historien- und Porträtmaler der Düsseldorfer Schule
- Kieffer, Karl Werner (1912–1995), deutscher Stifter und Förderer des Biolandbaus
- Kieffer, Ludwig (1894–1967), deutscher Mundartdichter und Linguist
- Kieffer, Maximilian (* 1990), deutscher GolferMaximilian Kieffer (* 1990)

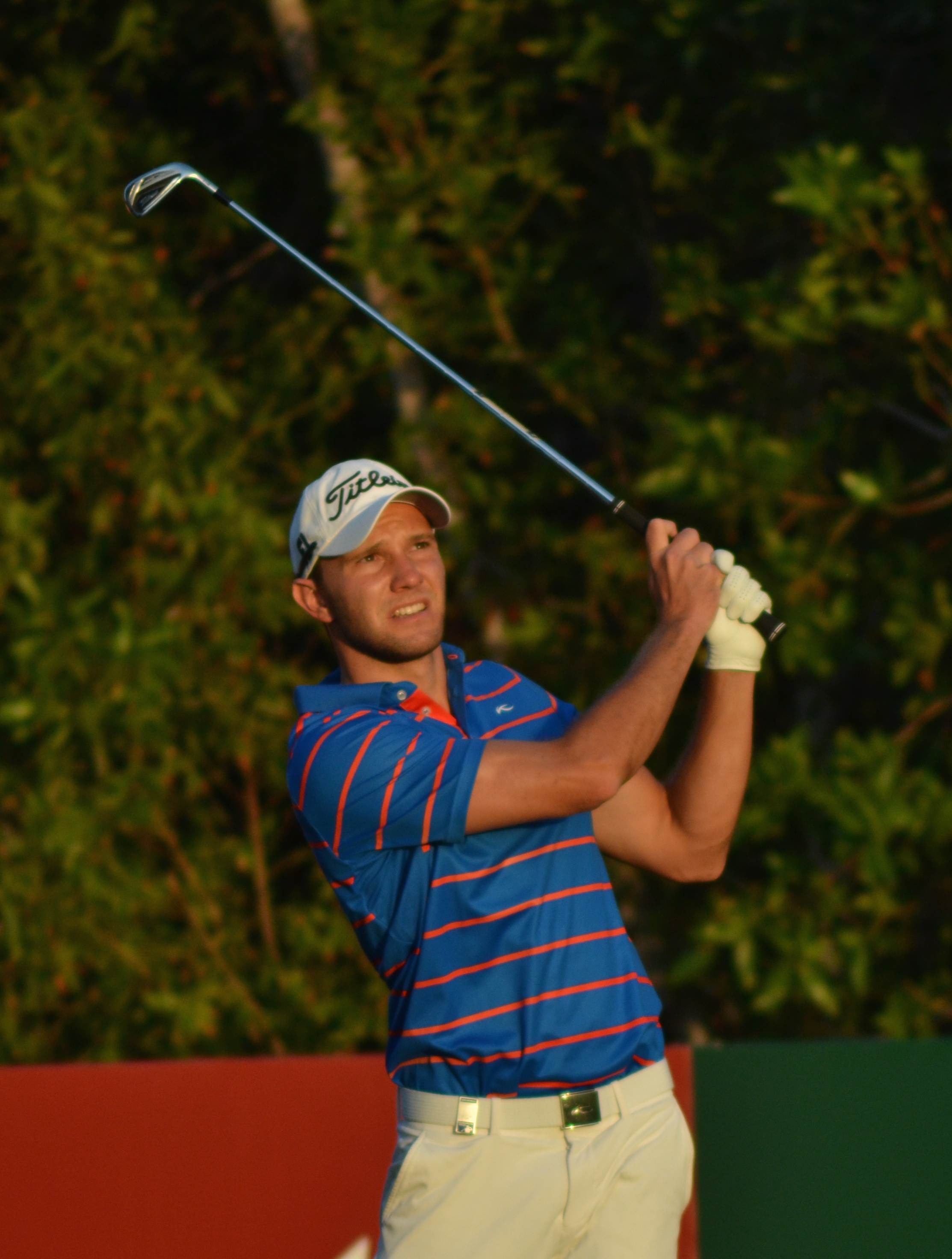
Maximilian Kieffer (* 1990)

- Kieffer, Monique (* 1952), luxemburgische Historikerin
- Kieffer, Philippe (1899–1962), französischer Offizier
- Kieffer, René (1876–1963), französischer Buchbinder, Verleger und Buchhändler
- Kieffer, Richard (1905–1983), deutscher Pulvermetallurge und Hartmetallfachmann
- Kieffer, Susan (* 1942), US-amerikanische Geologin
- Kiefhaber, Christoph von (1855–1955), deutscher General der Infanterie
- Kiefhaber, Johann Karl Sigmund (1762–1837), deutscher Beamter und Historiker
- Kiefhaber, Veronika (* 1976), deutsche Schachspielerin
- Kiefl, Franz Xaver (1869–1928), deutscher katholischer Theologe
- Kiefl, Helmut (* 1942), deutscher Politiker (CDU), MdL
- Kiefler, Ferdinand (1913–1945), österreichischer Handballspieler
- Kiefner, Charles Edward (1869–1942), US-amerikanischer Politiker
- Kiefner, Hans (1929–2021), deutscher Jurist
- Kiefner, Walter (1900–1982), deutscher Kirchenmusiker, Kirchenmusikdirektor in Tübingen
- Kieft, Arjen van der (* 1985), niederländischer Eisschnellläufer
- Kieft, Fleur van de (* 1973), niederländische Hockeyspielerin
- Kieft, Marijn (* 2006), niederländische Stabhochspringerin
- Kieft, Willem (1597–1647), niederländischer Kaufmann, Generaldirektor von Nieuw Nederland
- Kieft, Wim (* 1962), niederländischer Fußballspieler

### Kieg
- Kiegeland, Burkhardt (1942–2016), deutscher Schriftsteller

### Kieh
- Kiehl, Christian (1949–2014), deutscher Skispringer
- Kiehl, Diana (1957–2015), deutsche Künstlerin
- Kiehl, Ernst (* 1937), deutscher Volksliedsammler, Liederforscher und Regionalhistoriker
- Kiehl, Heinz (1943–2016), deutscher Ringer
- Kiehl, Johannes Georg (1851–1926), deutscher Reichsgerichtsrat
- Kiehl, Kent, US-amerikanischer Neurowissenschaftler
- Kiehl, Marina (* 1965), deutsche Skirennläuferin
- Kiehl, Reinhardt (* 1935), deutscher Mathematiker
- Kiehl, Reinhold (1874–1913), deutscher Architekt und Baubeamter
- Kiehl, Thomas, deutscher Schriftsteller
- Kiehl, Wolfgang (1908–1979), deutscher Mediziner
- Kiehl, Yannic (* 1993), deutscher American-Football-Spieler
- Kiehling, Hartmut (* 1953), deutscher Wirtschaftswissenschaftler und Schriftsteller
- Kiehling, Kristian (* 1976), deutsch-lettischer Schauspieler und FilmemacherKristian Kiehling (* 1976)

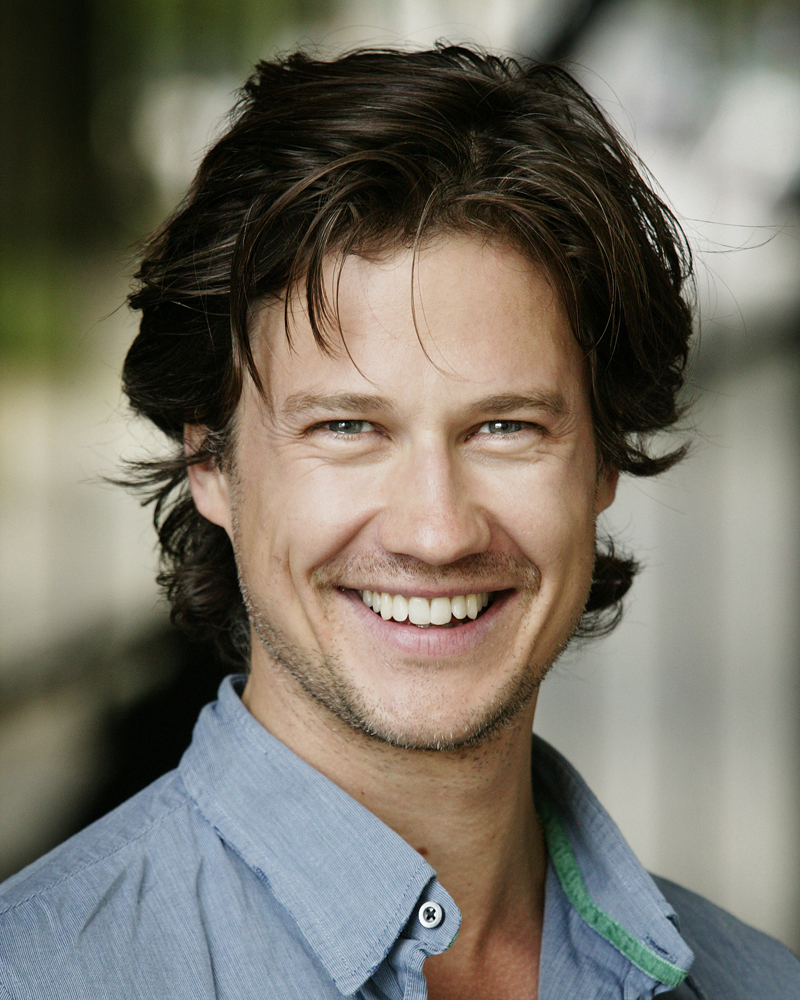
Kristian Kiehling (* 1976)

- Kiehm, Günter (1931–2021), deutscher Politiker (SPD), MdL, MdB
- Kiehn, Carl (1833–1894), deutscher Rittergutsbesitzer und Parlamentarier
- Kiehn, Fritz (1885–1980), deutscher Unternehmer und Politiker (NSDAP), MdR
- Kiehn, Ludwig (1902–1984), deutscher Erziehungswissenschaftler
- Kiehnbaum, Erhard (* 1947), deutscher Historiker
- Kiehne, Hermann (1855–1936), deutscher Dramatiker
- Kiehne, Karl (1909–1979), deutscher SS-Führer und Kriminalpolizist
- Kiehne, Laura (* 1988), deutsche Schauspielerin
- Kiehne-Tecklenburg, Anneliese (1925–2020), deutsche Autorin
- Kiehnle, Arndt (* 1973), deutscher Jurist und Hochschullehrer
- Kiehnle, Catharina, deutsche Indologin
- Kiehnle, Edmund (1924–2014), deutscher Architekt und Autor
- Kiehr, María Cristina (* 1965), argentinische Sängerin (Sopran)

### Kiek
- Kiekara, Annemari (* 1977), finnische Langstreckenläuferin
- Kiekebusch, Albert (1870–1935), deutscher Historiker und Archäologe
- Kiekebusch, Artur (1885–1951), deutscher Schauspieler, Aufnahmeleiter, Filmregisseur und Produktionsleiter
- Kiekebusch, Heinz (1908–1971), deutscher Politiker (GB/BHE, CDU), MdL
- Kiekenap, Bernhard (1930–2020), deutscher Manager, Verfahrenstechnikingenieur und Historiker
- Kiekert, Friedrich Wilhelm (1891–1967), deutscher Unternehmer

### Kiel
- Kiel, Alfred (1878–1954), Landtagsabgeordneter Volksstaat Hessen
- Kiel, Clemens August (1813–1871), deutscher Komponist, Dirigent und Geiger
- Kiel, Edith (1904–1993), deutschstämmige Filmregisseurin, Drehbuchautorin, Filmeditorin und Filmproduzentin
- Kiel, Ellen (* 1959), deutsche Biologin und Hochschullehrerin für Limnologie
- Kiel, Ernst (1924–2016), deutscher Berufsschullehrer und Kommunalpolitiker, Präsident des Deutschen Lehrerverbandes
- Kiel, Ewald (* 1959), deutscher Schulpädagoge
- Kiel, Friedrich (1821–1885), deutscher Komponist und Musikpädagoge
- Kiel, Friedrich-Wilhelm (1934–2022), deutscher Politiker (FDP), MdL
- Kiel, Hanna (1898–1988), deutsche Kunsthistorikerin und Erzählerin
- Kiel, Heinrich (1877–1967), niederländischer Landschafts- und Porträtmaler
- Kiel, Heinrich (* 1961), deutscher Jurist und Richter am Bundesarbeitsgericht
- Kiel, Helga, deutsche Verbandsfunktionärin
- Kiel, Ingo (* 1932), deutscher Tischtennisspieler
- Kiel, Johann Gottfried († 1791), deutscher Fayencemaler
- Kiel, Joseph (1834–1900), deutscher Bürgermeister, Mitglied des Kurhessischen Kommunallandtages
- Kiel, Karl (1905–1974), deutscher Politiker (SPD), MdBB
- Kiel, Katharina (* 1992), deutsche Fußballspielerin
- Kiel, Machiel (1938–2025), niederländischer Osmanist
- Kiel, Niklas (* 1997), deutscher Basketballspieler
- Kiel, Richard (1939–2014), US-amerikanischer SchauspielerRichard Kiel (1939–2014)

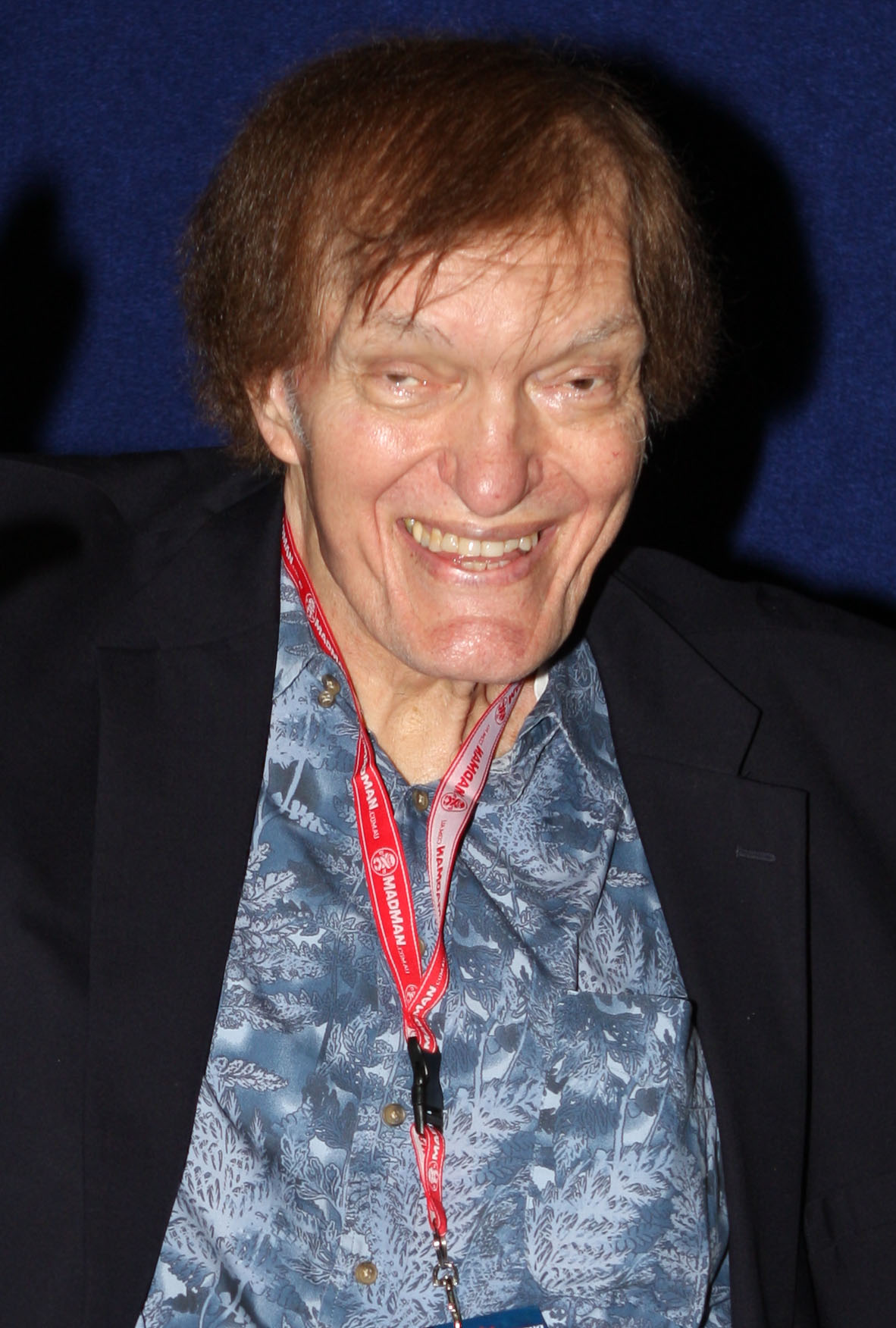
Richard Kiel (1939–2014)

- Kiel, Robin (* 1987), deutscher Biathlet
- Kiel, Sid (1916–2007), südafrikanischer Hürdenläufer und Cricketspieler
- Kiel, Walter (1907–1986), deutscher Agrarwissenschaftler
- Kiel, Wilhelm (1850–1932), deutscher Kaufmann, Gutsbesitzer und Politiker (FVP), MdR
- Kielak, Dawid, polnischer Mathematiker
- Kielan, Szymon (* 2002), polnischer Tennisspieler
- Kielan, Urszula (* 1960), polnische Hochspringerin
- Kielan-Jaworowska, Zofia (1925–2015), polnische Wirbeltier-Paläontologin, Spezialistin für frühe Säugetiere
- Kielar, Marzanna Bogumiła (* 1963), polnische Lyrikerin
- Kielar, Wiesław (1919–1990), polnischer Häftling im KZ Auschwitz
- Kiełb, Jacek (* 1988), polnischer Fußballspieler
- Kiełb, Krystian (* 1971), polnischer Komponist und Musiktheoretiker
- Kiełbasińska, Anna (* 1990), polnische Leichtathletin
- Kielblock, Gustav (1843–1917), deutscher Kommunalpolitiker in der Stadt Lichtenberg
- Kielbowicz, Joel (* 1983), US-amerikanischer Tennisspieler
- Kiełbowicz, Tomasz (* 1976), polnischer Fußballspieler
- Kielburger, Bernd (* 1947), deutscher Politiker (SPD), MdL
- Kielburger, Craig (* 1982), kanadischer Autor und Verfechter für Kinderrechte
- Kielchen, Alexander Peter von (1797–1851), russischer Diplomat
- Kieldrup, Anton Eduard (1826–1869), dänischer Landschaftsmaler
- Kiele, Irene (* 1942), deutsche Malerin
- Kiele, Wolfgang (* 1937), deutscher Politiker (CDU), MdL
- Kieler, Laura (1849–1932), dänisch-norwegische Schriftstellerin
- Kielgaß, Kerstin (* 1969), deutsche Schwimmerin
- Kielgast, Hugo (1909–2006), deutscher Politiker (SPD), Mitglied der Stadtverordnetenversammlung von Groß-Berlin
- Kielhöfer, Bernd (1938–2018), deutscher Romanist und Sprachwissenschaftler
- Kielholz, Arthur (1879–1962), Schweizer Psychiater
- Kielholz, Heiner (* 1942), Schweizer Maler und Konzeptkünstler
- Kielholz, Leopold (1911–1980), Schweizer Fußballspieler
- Kielholz, Paul (1916–1990), Schweizer Psychiater
- Kielholz, Walter (* 1951), Schweizer Versicherungs- und Bankmanager
- Kielhorn, Franz (1840–1908), deutscher Indologe
- Kielhorn, Heinrich (1847–1934), deutscher Pionier der Sonderschulpädagogik
- Kielich, Timo (* 1999), belgischer Radrennfahrer
- Kieling, Andreas (* 1959), deutscher Tierfilmer
- Kieling, Franz Wilhelm (1902–1953), deutscher Verwaltungsjurist, Bürgermeister und Schriftsteller
- Kieling, Wolfgang (1924–1985), deutscher Synchronsprecher und SchauspielerWolfgang Kieling (1924–1985)

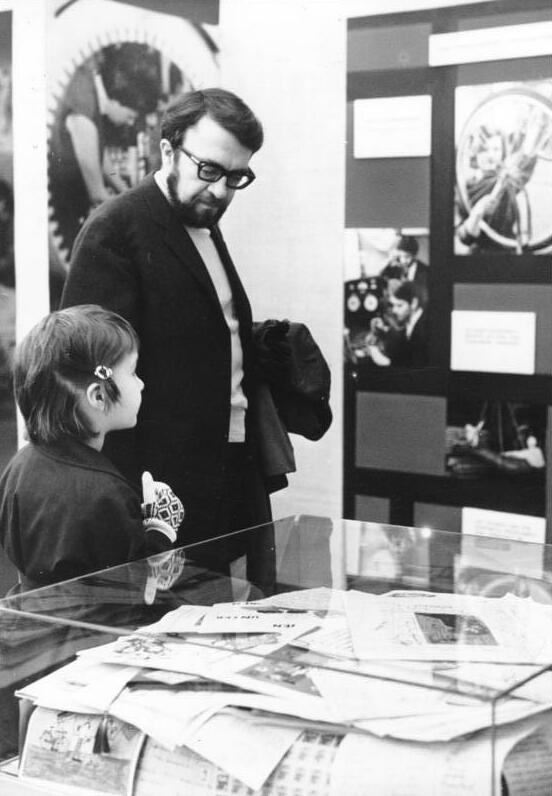
Wolfgang Kieling (1924–1985)

- Kielinger, Thomas (* 1940), deutscher Journalist und Publizist
- Kielinger, Valentin (1901–1969), deutscher Politiker (CDU), Berliner Justizsenator
- Kielkowski, Daniela (* 1972), deutsche Ernährungsmedizinerin, Autorin von Ratgeber- und Sachbüchern und Speakerin
- Kielland, Alexander Lange (1849–1906), norwegischer Autor
- Kielland, Justine (* 2002), norwegische Fußballspielerin
- Kielland, Kitty (1843–1914), norwegische Malerin
- Kielleuthner, Ludwig (1876–1972), deutscher Urologe
- Kielman von Kielmansegg, Hans Heinrich (1636–1686), holsteinischer Gutsherr und dänischer Adliger
- Kielmann von Kielmannsegg, Johann Adolph (1612–1676), holsteinischer Kammerpräsident und Hofkanzler
- Kielmann, Andreas (* 1825), deutscher Maler
- Kielmann, Annemarie, deutsche Dialogbuchautorin, Dialogregisseurin und Synchronsprecherin
- Kielmann, Christian Friedrich Adolph Maximilian (1815–1900), deutscher Fiskaljurist und Parlamentarier
- Kielmann, Heinrich (1581–1649), deutscher Jurist, Klassischer Philologe und Dramatiker
- Kielmann, Henry (1929–2003), deutscher Schauspieler, Regisseur und Synchronsprecher
- Kielmann, Marina (* 1968), deutsche Roll- und Eiskunstläuferin
- Kielmann, Thorsten (* 1966), deutscher Fußballspieler
- Kielmannsegg, Christian Albrecht von (1748–1811), deutscher Jurist, Jugendfreund Goethes und Präsident des Hof- und Landgerichts für das Herzogtum Mecklenburg
- Kielmannsegge, Auguste Charlotte von (1777–1863), deutsche Agentin NapoleonsAuguste Charlotte von Kielmannsegge (1777–1863)

Auguste Charlotte von Kielmannsegge (1777–1863)

- Kielmannsegge, Carl Rudolph August von (1731–1810), deutscher Minister, Kammerpräsident, Rat und Autor
- Kielmansegg, Adolf von (1796–1866), hannoverscher Offizier und Diplomat
- Kielmansegg, Alexander von (1806–1849), deutscher Offizier in österreichischen Diensten, zuletzt Oberst
- Kielmansegg, Alexander von (1833–1914), deutscher Marineoffizier
- Kielmansegg, Bernhard von (1866–1945), sächsischer Generalmajor
- Kielmansegg, Christian von (1782–1848), deutscher Jurist, Abgeordneter der Ständeversammlung des Königreichs Hannover
- Kielmansegg, Eduard von (1804–1879), deutscher königlich-hannoverscher Ministerpräsident
- Kielmansegg, Erich von (1847–1923), österreichischer Beamter und Politiker
- Kielmansegg, Ferdinand von (1777–1856), hannoverscher General der Kavallerie und Kriegsminister
- Kielmansegg, Friedrich Christian Kielman von (1639–1714), Diplomat in herzoglich Holstein-Gottorfschen und königlich dänischen Diensten, Dompropst in Hamburg und Domherr in Lübeck
- Kielmansegg, Friedrich von (1728–1800), Jurist, Drost in Diensten des Kurfürstentums Hannover
- Kielmansegg, Friedrich von (1768–1851), deutscher General der Infanterie in Diensten des Kurfürstentums und Königreichs Hannover
- Kielmansegg, Georg Ludwig von (1705–1785), kurfürstlich braunschweigisch-lüneburgischer General der Infanterie
- Kielmansegg, Johann Adolf Graf von (1906–2006), deutscher General, Oberbefehlshaber der NATOJohann Adolf Graf von Kielmansegg (1906–2006)

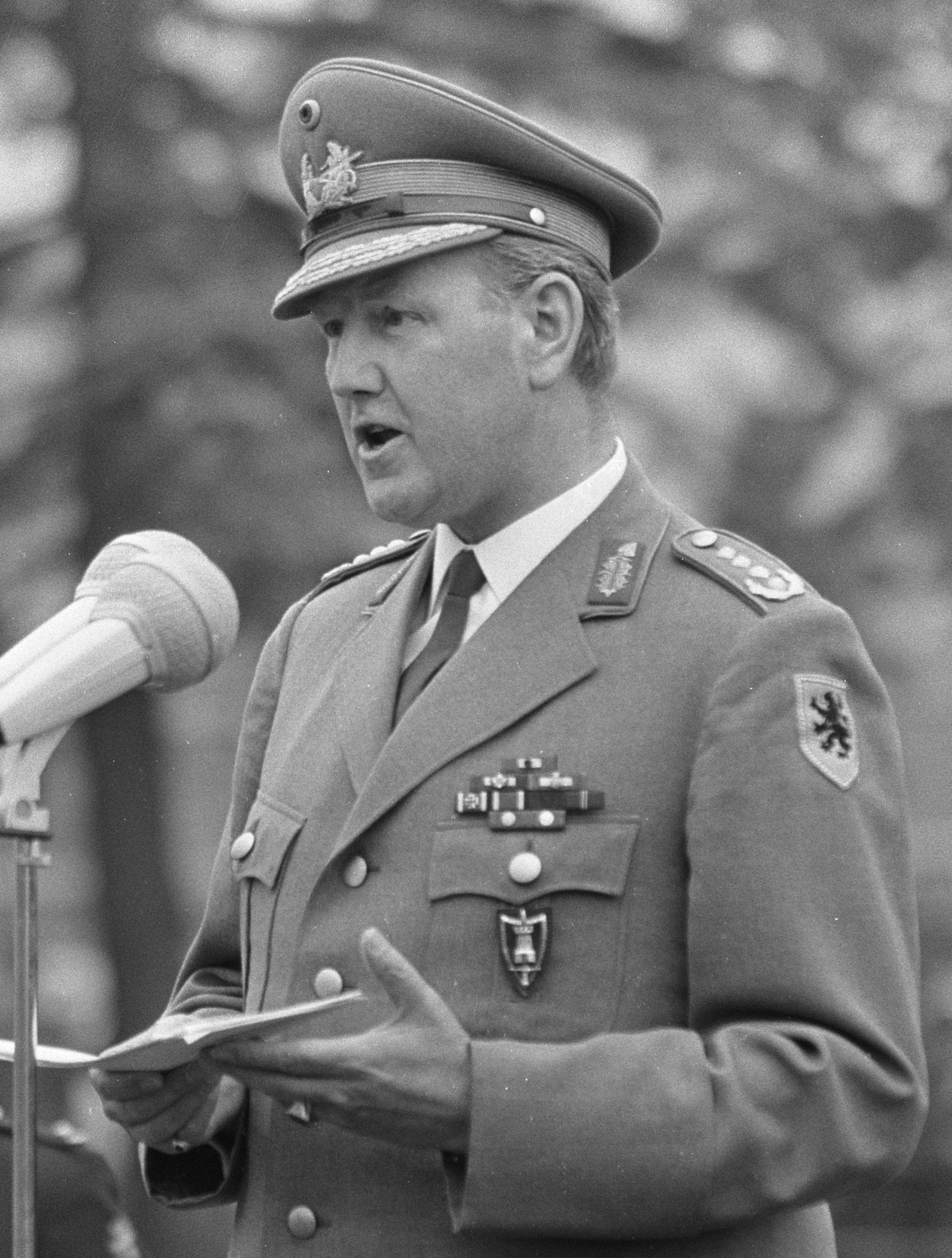
Johann Adolf Graf von Kielmansegg (1906–2006)

- Kielmansegg, Johann Adolph von (1642–1711), deutscher Verwaltungsjurist, Domherr und Hofbeamter
- Kielmansegg, Johann Adolph von (1668–1717), deutscher Hofbeamter
- Kielmansegg, Karl von (1835–1915), österreichischer Politiker
- Kielmansegg, Karl von (1871–1953), Offizier und Diplomat
- Kielmansegg, Ludwig von (1765–1850), deutscher Befreiungskämpfer und Hofbeamter des Königreichs Hannover
- Kielmansegg, Ludwig von (1798–1873), deutscher Politiker, hannoverscher und preußischer Beamter
- Kielmansegg, Oswald von (1838–1896), deutscher Offizier
- Kielmansegg, Peter Graf von (* 1937), deutscher Politologe und HochschullehrerPeter Graf von Kielmansegg (* 1937)

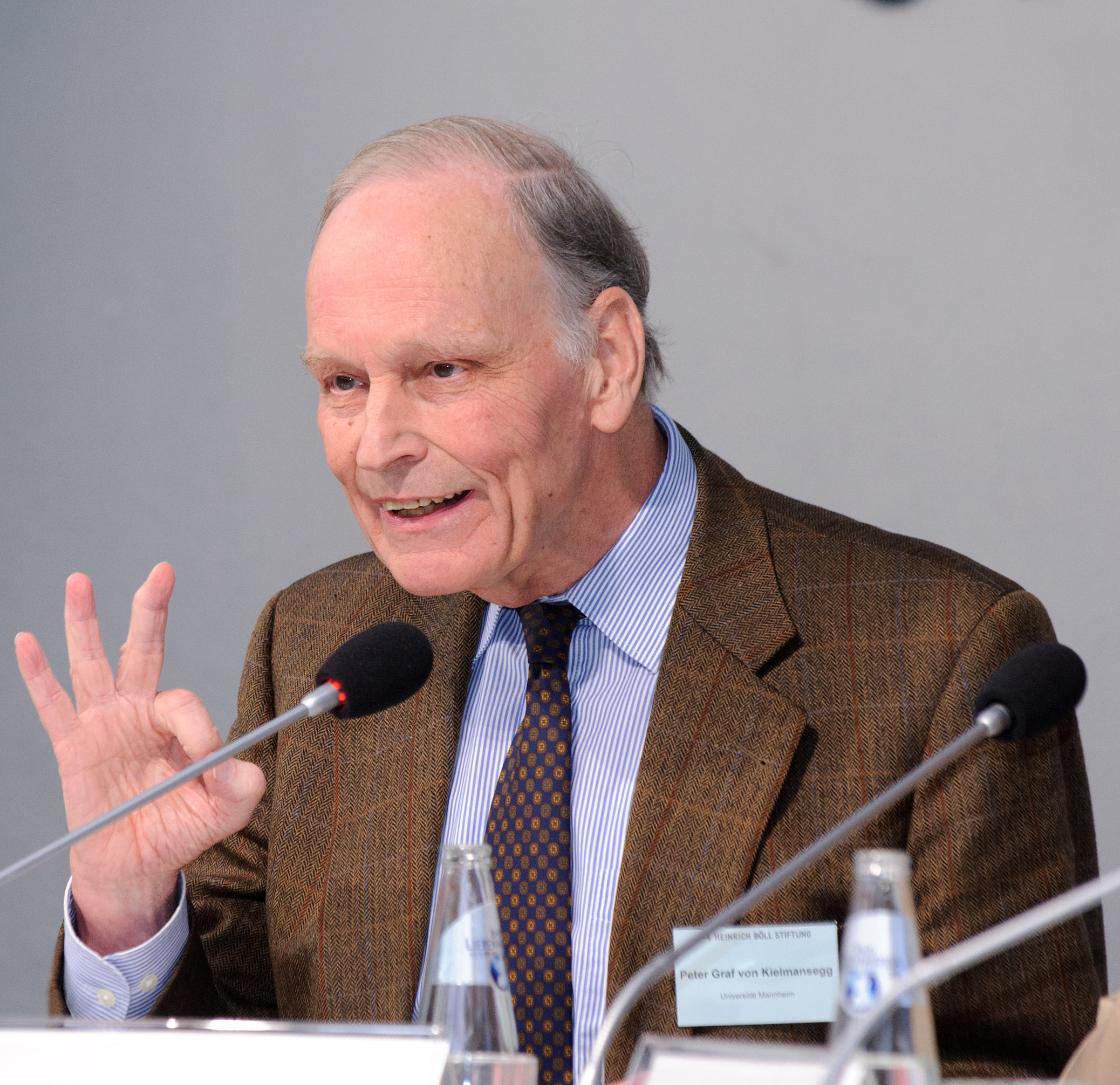
Peter Graf von Kielmansegg (* 1937)

- Kielmansegg, Sebastian Graf von (* 1972), deutscher Jurist und Hochschullehrer
- Kielmansegg, Thedel von (1836–1867), Hannoverscher Kammerherr und Mitglied des nassauischen Landtags
- Kielmeyer, Karl Friedrich (1765–1844), deutscher Mediziner, Naturforscher und Chemiker
- Kielnhofer, Manfred (* 1967), österreichischer Bildender Künstler
- Kieloch, Lukasz (* 1976), deutscher Wasserballspieler
- Kiełpikowski, Piotr (* 1962), polnischer Florettfechter
- Kiełpińska, Zofia (* 1960), polnische Biathletin
- Kielpinski, Walter von (1909–1946), deutscher SS-Obersturmbannführer, Mitglied der Einsatzgruppe IV in Polen und Leiter des Referates III C 4 des Reichssicherheitshauptamtes
- Kiełsa, Grzegorz (* 1979), polnischer Boxer im Schwergewicht
- Kielsen, Ineqi (* 1993), grönländischer Politiker (Siumut)
- Kielsen, Kim (* 1966), grönländischer Politiker (Siumut)
- Kielsen, Lars Salik H. (* 1997), grönländischer Politiker (Inuit Ataqatigiit)
- Kielsen, Ove Valentin (1803–1864), dänischer Kaufmann und kommissarischer Inspektor in Grönland
- Kielstein, Heike (* 1970), deutsche Anatomin
- Kielstra, Johannes (1878–1951), niederländischer Kolonialbeamter, Hochschullehrer und Diplomat, Gouverneur von Niederländisch-Guayana (Suriname), Gesandter in Mexiko
- Kiełtyka, Beata (* 1981), polnische Biathletin
- Kielwein, Franz (1903–1987), österreichischer Politiker (SPÖ), Vorarlberger Landtagsabgeordneter
- Kielwein, Gerhard (1922–2011), deutscher Rechtswissenschaftler
- Kiely, Benedict (1919–2007), irischer Schriftsteller
- Kiely, Dean (* 1970), irischer Fußballspieler
- Kiely, Rory (1934–2018), irischer Politiker
- Kiely, Tom (1869–1951), irischer Leichtathlet

### Kiem
- Kiem Pauli (1882–1960), bairischer Volksmusiker und VolksmusiksammlerKiem Pauli (1882–1960)

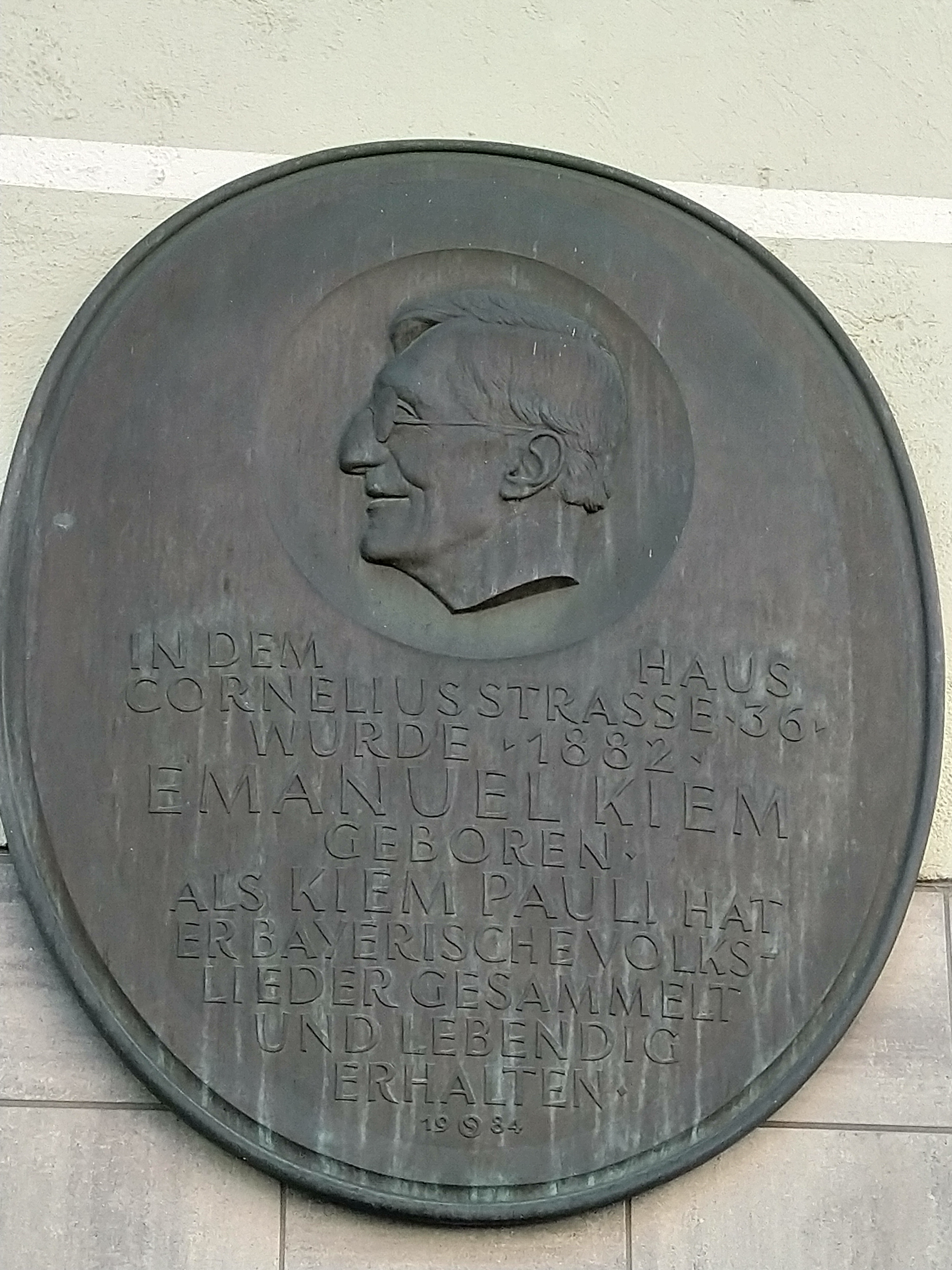
Kiem Pauli (1882–1960)

- Kiem, Eckehard (1950–2012), deutscher Musiktheoretiker und Komponist
- Kiem, Karl (* 1953), deutscher Architekt, Bauhistoriker und Professor
- Kiem, Roger (* 1962), deutscher Rechtswissenschaftler und Professor an der Johannes Gutenberg-Universität Mainz
- Kiem, Toni (1930–2014), italienischer Politiker (Südtirol)
- Kiem, Werner (* 1962), italienischer Biathlet und Sportfunktionär
- Kiemann, Johann (1844–1919), österreichischer Rechtsanwalt im Königreich Böhmen
- Kiemann, Johann der Ältere (1797–1872), österreichischer Jurist und Politiker im Königreich Böhmen
- Kiemel-Karenbeld, Nannet (* 1969), niederländische Bobfahrerin, niederländische Leichtathletin
- Kiemle, Eugen, deutscher Architekt
- Kiemlen, Emil (1869–1956), deutscher Bildhauer

### Kien
- Kiến Phúc (1868–1884), vietnamesischer Kaiser, siebter Kaiser der Nguyễn-Dynastie (1884–1885)
- Kien, Karl (1869–1943), deutscher Buchbinder und Politiker (DNVP)
- Kien, Peter (1919–1944), tschechoslowakischer Künstler
- Kienapfel, Diethelm (* 1935), deutscher Jurist und Hochschullehrer
- Kienappel, Marcel (* 1982), deutscher Spieler im asiatischen Brettspiel Go
- Kienass, Torsten (* 1971), deutscher Eishockeyspieler
- Kienast, Alfred (1879–1969), Schweizer Mathematiker
- Kienast, Annie (1897–1984), deutsche Politikerin (SPD), MdHB
- Kienast, Burkhart (1929–2014), deutscher Altorientalist (Assyriologe)
- Kienast, David (* 1989), deutscher Fußballspieler
- Kienast, Dieter (1945–1998), Schweizer Landschaftsarchitekt
- Kienast, Dietfried (* 1940), deutscher Basketballspieler und Basketballtrainer
- Kienast, Dietmar (1925–2012), deutscher Althistoriker
- Kienast, Ernst (1882–1945), deutscher Beamter
- Kienast, Florian, deutscher Journalist und Moderator
- Kienast, Franz (1895–1965), deutscher Maschinenbauingenieur und Hochschullehrer
- Kienast, Harald (1894–1986), deutscher Konteradmiral der Kriegsmarine
- Kienast, Helmuth (1892–1987), deutscher Marineoffizier, zuletzt Konteradmiral im Zweiten Weltkrieg
- Kienast, Hermann J. (1943–2022), deutscher Bauforscher
- Kienast, Johannes (* 1986), deutscher Schauspieler
- Kienast, Lucie (* 2001), deutsche Leichtathletin
- Kienast, Peter (1949–1991), österreichischer Bobfahrer
- Kienast, Reinhard (* 1959), österreichischer Fußballspieler
- Kienast, Richard (1892–1976), deutscher Germanist und Hochschullehrer
- Kienast, Roman (* 1984), österreichischer Fußballspieler und -trainerRoman Kienast (* 1984)

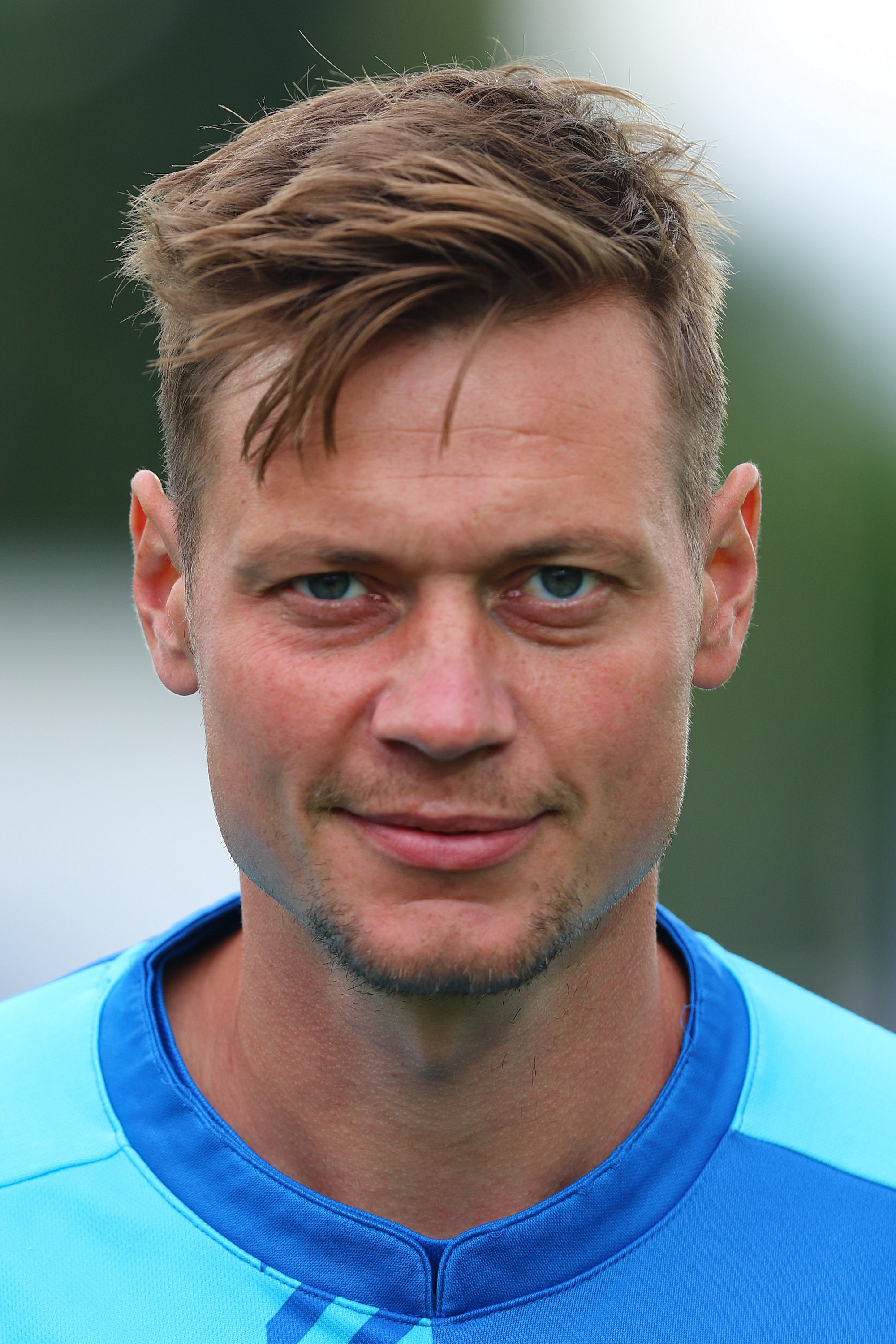
Roman Kienast (* 1984)

- Kienast, Walther (1896–1985), deutscher Historiker
- Kienast, Wolfgang (1939–2006), deutscher Schriftsteller
- Kienast, Wolfgang (* 1956), österreichischer Fußballspieler
- Kienbaum, Fabian (* 1984), deutscher Unternehmensberater und Handballspieler
- Kienbaum, Gerhard (1919–1998), deutscher Unternehmer, Unternehmensberater und Politiker (FDP, CDU), MdL, MdB
- Kienbaum, Jochen (* 1946), deutscher Unternehmensberater
- Kienberg, Paul (1926–2013), deutscher Hauptabteilungsleiter der HA XX der DDR-Staatssicherheit
- Kienberger, Franz Josef, Schweizer Autor
- Kienberger, Heinrich (1934–2018), österreichischer Jurist, Verfassungsrichter und Verwaltungsjurist
- Kienberger, Heribert (1922–1983), österreichischer Politiker (ÖVP), Landtagsabgeordneter
- Kienberger, Klemens (* 1921), deutscher Eishockeyspieler
- Kienböck, Robert (1871–1953), österreichischer Röntgenologe
- Kienböck, Viktor (1873–1956), österreichischer Jurist und Politiker (CS, VF), Abgeordneter zum Nationalrat, Mitglied des Bundesrates
- Kiencke, Uwe (* 1943), deutscher Hochschullehrer für Elektro- und Informationstechnik
- Kiendl, Andreas (* 1975), österreichischer Schauspieler
- Kiendl, Georg (1769–1823), bayerischer Landwirt und Politiker
- Kiendl, Harro (* 1936), deutscher Natur- und Ingenieurwissenschaftler
- Kiendler-Scharr, Astrid (1973–2023), österreichisch-deutsche Physikerin und Klimaforscherin
- Kiendyś, Tomasz (* 1977), polnischer Radrennfahrer
- Kiene, Alexander (* 1977), deutscher Fußballspieler und Trainer
- Kiene, Bengt (* 1955), deutscher Theater- und Filmschauspieler, Regisseur und Chansonnier
- Kiene, Christoph Friedrich (* 1655), deutscher Jurist und Lyriker
- Kiene, Franz Anton (1777–1847), deutscher Orgelbauer
- Kiene, Helmut (* 1952), deutscher Sportkletterer, deutscher Alpinist, Mediziner
- Kiene, Henning (* 1959), evangelisch-lutherischer Theologe und der Chefredakteur bei dem Verein „Andere Zeiten e.V.“ in Hamburg
- Kiene, Johannes Baptist von (1852–1919), deutscher Jurist und Politiker
- Kiene, Josef (1895–1981), deutscher Politiker (SPD), MdL
- Kiene, Maria (1889–1979), deutsche Pädagogin
- Kiene, Michael (* 1955), deutscher Kunsthistoriker und Hochschullehrer
- Kiene, Monique (* 1974), niederländische Tennisspielerin
- Kiene, Siegfried (* 1933), deutscher Chirurg und Hochschullehrer
- Kiene, Werner (1923–2009), deutscher Politiker (SPD), MdBB
- Kienecker, Friedrich (1920–1997), deutscher Germanist
- Kienemann, Joe (* 1938), deutscher Jazzmusiker und Kulturjournalist
- Kienemann, Moritz (* 1990), deutscher Schauspieler
- Kienemann-Zaradic, Uta (* 1964), deutsche Schauspielerin, Hörspiel- und Synchronsprecherin, sowie Dialogbuchautorin und Dialogregisseurin
- Kienemund, Ralf, deutscher Basketballspieler
- Kiener Nellen, Margret (* 1953), Schweizer Politikerin (SP)
- Kiener, Barry († 1986), US-amerikanischer Jazzpianist und -organist
- Kiener, Emil (1900–1961), deutscher Politiker (NSDAP), MdR
- Kiener, Emile André (1859–1928), deutscher Industrieller und Landtagsabgeordneter
- Kiener, Franz (1926–2023), österreichischer Architekt
- Kiener, Hans (1891–1964), deutscher Kunsthistoriker
- Kiener, Hans (1896–1965), deutscher Sportfunktionär
- Kiener, Helmut (* 1959), deutscher Finanzmanager
- Kiener, Joseph (1856–1918), deutscher Kunstlehrer und Buchillustrator
- Kiener, Louis Charles (1799–1881), französischer Malakologe
- Kiener, Maximilian, deutscher Philosoph und Hochschullehrer
- Kiener, Regina (* 1962), Schweizer Juristin und Staatsrechtlerin
- Kiener, René (* 1938), Schweizer Eishockeytorhüter
- Kiener, Robert (1866–1945), Schweizer Maler, Zeichner, wissenschaftlicher Illustrator und Lehrer
- Kiener-Flamm, Ruth († 2000), deutsche Künstlerin
- Kienert, Helmut (1927–2000), deutscher Gewichtheber
- Kienesberger, Fery (1957–2012), österreichischer Basketballtrainer und -spieler
- Kienesberger, Hans (1948–2019), österreichischer Maler, Zeichner, Bildhauer, Fotograf und Objektkünstler
- Kienesberger, Peter (1942–2015), österreichischer Verleger
- Kienholz, Edward (1927–1994), amerikanischer Objekt- und KonzeptkünstlerEdward Kienholz (1927–1994)

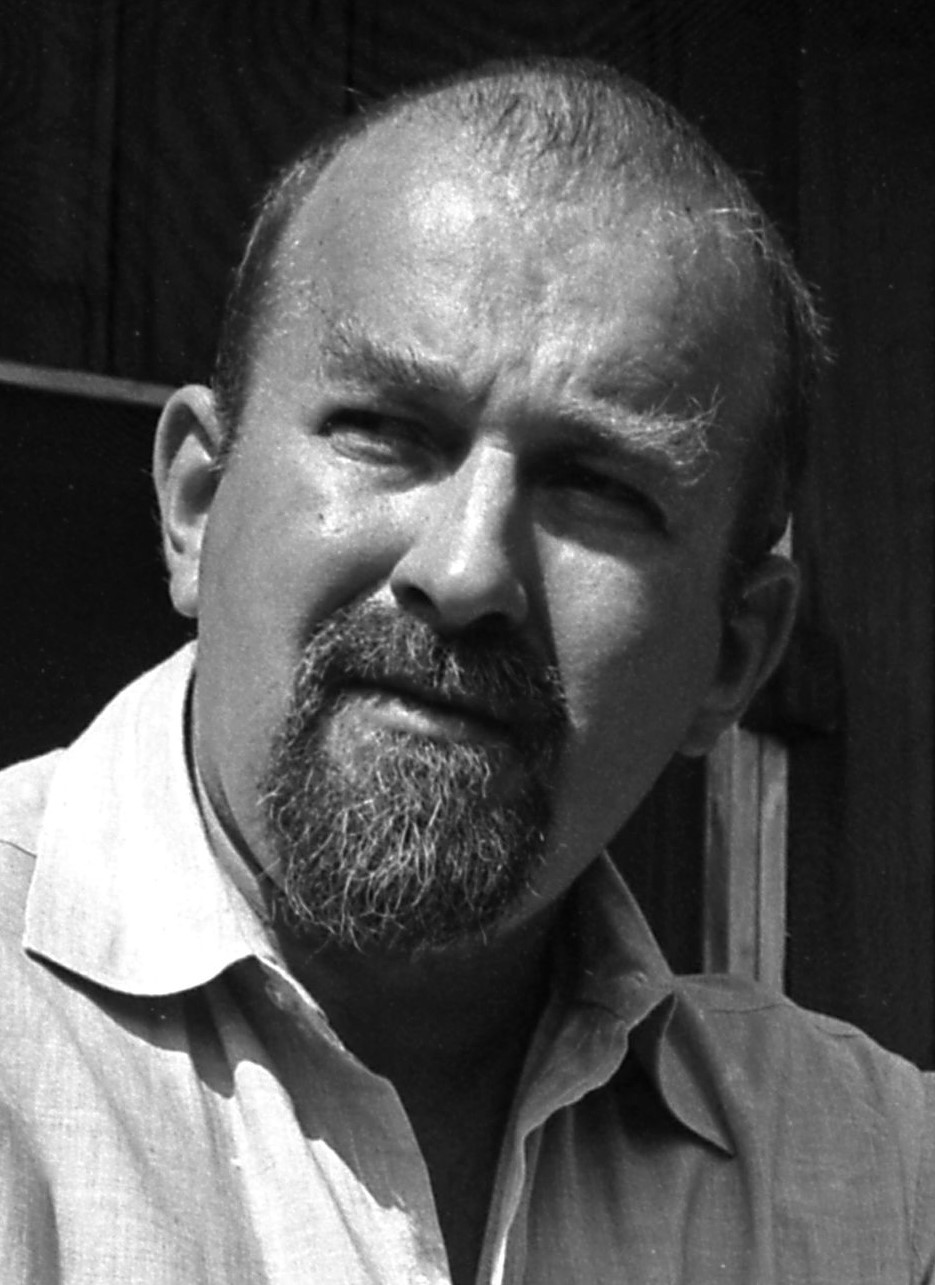
Edward Kienholz (1927–1994)

- Kienholz, Eva (* 1987), deutsche Journalistin und Autorin
- Kienholz, Nancy (1943–2019), US-amerikanische Konzept- und Installationskünstlerin
- Kienhuis, Karin (* 1971), niederländische Judoka
- Kiening, Alexander (* 1973), deutscher Filmproduzent
- Kiening, Christian (* 1962), deutscher Literatur-, Kultur- und Medienwissenschaftler
- Kieninger, Eva-Maria (* 1964), deutsche Rechtswissenschaftlerin und Hochschullehrerin
- Kieninger, Georg (1902–1975), deutscher Schachspieler
- Kieninger, Gerda (1951–2020), deutsche Politikerin (SPD), MdL
- Kieninger, Martina (* 1966), deutsche Chemikerin und Schriftstellerin
- Kieninger, Renate (* 1954), deutsche Langstreckenläuferin
- Kienitz, Conrad von (1865–1949), deutscher Reichsgerichtsrat
- Kienitz, Friedrich Karl (1925–2012), deutscher Sachbuchautor, Altertumswissenschaftler sowie Motorsportler- und Journalist
- Kienitz, Günter W., deutscher Sach-, Kinder- und Jugendbuchautor
- Kienitz, Heinrich (1831–1902), deutscher Jurist und Politiker
- Kienitz, Max (1849–1931), deutscher Forstmeister und Forstwissenschaftler
- Kienitz, Roderich Erwin von (1906–1948), deutscher römisch-katholischer Theologe, Kirchenrechtler, Hochschullehrer und Domkapitular
- Kienitz, Sabine (* 1958), deutsche Anthropologin
- Kienitz, Walter (1910–1990), deutscher Brigadegeneral der Luftwaffe der Bundeswehr, Unterabteilungsleiter im Bundesnachrichtendienst
- Kienitz, Werner (1885–1959), deutscher General der Infanterie im Zweiten Weltkrieg
- Kienitz, Wilhelm von (1823–1910), preußischer Generalleutnant
- Kienle, Achim (* 1963), deutscher Ingenieur und Hochschullehrer für Verfahrens- und Regelungstechnik
- Kienle, Ambrosius (1852–1905), deutscher Choralforscher, Hymnologe und Reformer der Kirchenmusik
- Kienle, Else (1900–1970), deutsche Ärztin und Schriftstellerin
- Kienle, Ewald (1928–2021), deutscher Erfinder
- Kienle, Gerhard (1923–1983), deutscher anthroposophischer Arzt, Universitätsgründer und Wissenschaftstheoretiker
- Kienle, Hans (1895–1975), deutscher Astronom und Astrophysiker
- Kienle, Jürgen (1938–1996), deutsch-US-amerikanischer Geophysiker und Hochschullehrer
- Kienle, Karl (1894–1976), deutscher Politiker (SPD), MdL Württemberg-Baden
- Kienle, Marc (* 1972), deutscher Fußballspieler und -trainer
- Kienle, Oliver (* 1982), deutscher Drehbuchautor und Regisseur
- Kienle, Paul (1931–2013), deutscher Physiker
- Kienle, Peter (* 1960), deutscher Fusion- und Jazzmusiker (Gitarre, Komposition)
- Kienle, Reinhard (* 1949), deutscher Fußballspieler
- Kienle, Richard von (1908–1985), deutscher Linguist
- Kienle, Sebastian (* 1984), deutscher TriathletSebastian Kienle (* 1984)

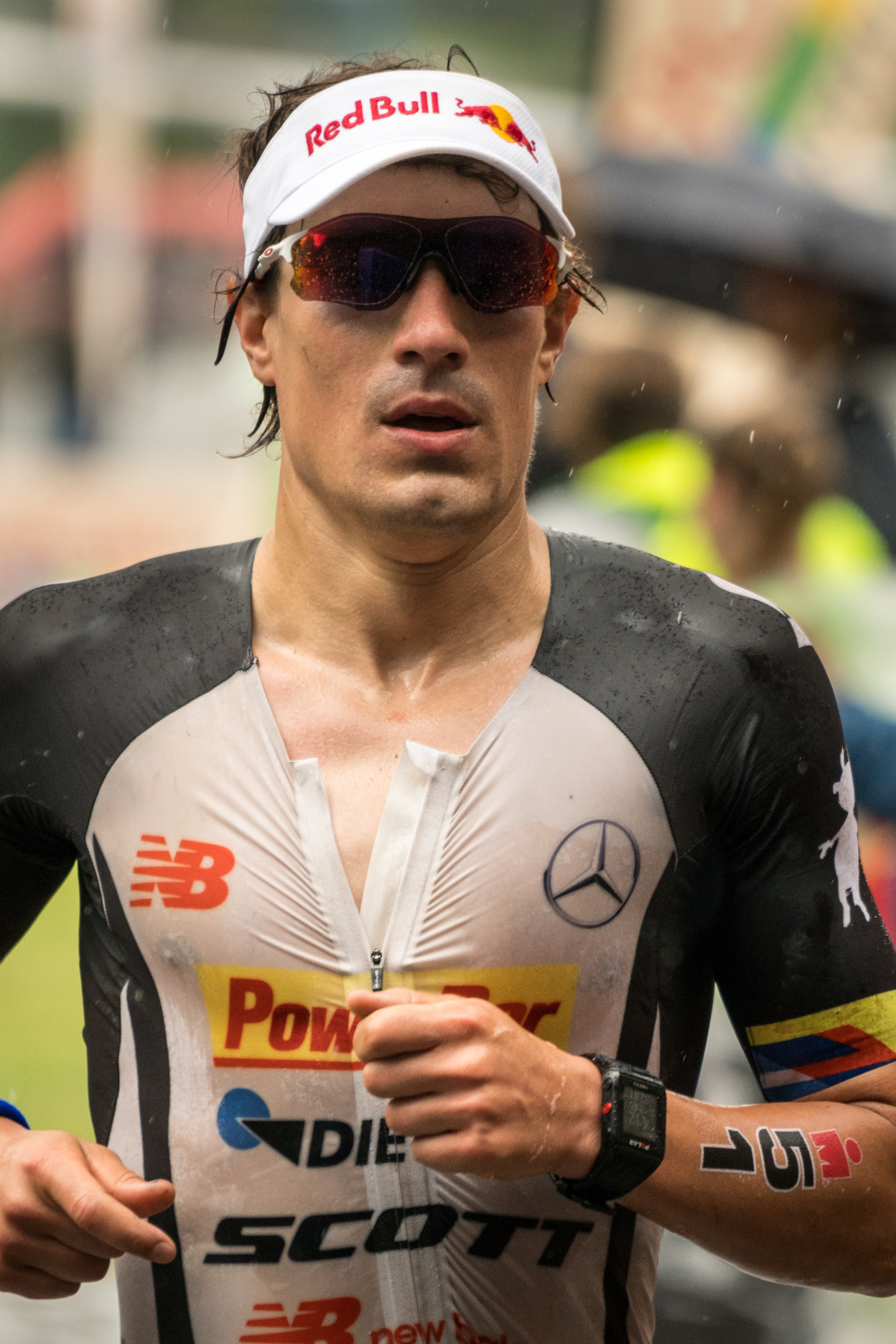
Sebastian Kienle (* 1984)

- Kienle, Steffen (* 1995), deutscher Fußballspieler
- Kienlechner, Sabina (* 1948), deutsche Autorin und Essayistin
- Kienlechner, Toni (1919–2010), deutsche Journalistin, Schriftstellerin und Übersetzerin
- Kienlin, Alexander von (* 1967), deutscher Architekt und Bauforscher
- Kienlin, Babette von (* 1962), deutsch-britische Fernsehmoderatorin
- Kienlin, Max-Engelhardt von (* 1934), deutscher Bergsteiger sowie Land- und Forstwirt
- Kienlin, Stephan († 1570), Gerber und Bürgermeister von Tübingen
- Kienlin, Tobias L., deutscher Hochschullehrer und Prähistorischer Archäologe
- Kienlin-Moy, Irmgard von (1908–2003), deutsche Malerin, Grafikerin und Poetin
- Kienmann, Emmerich (1854–1912), Abgeordneter zum Abgeordnetenhaus des Österreichischen Reichsrates, Sportfunktionär
- Kienmayer, Franz (1886–1963), österreichischer Porträtmaler und Illustrator sowie Orientalist
- Kienmayer, Michael von (1756–1828), österreichischer Feldmarschall und Feldherr
- Kiennast, Erwin (* 1955), österreichischer Komponist, Produzent und Performancekünstler
- Kiennast, Franz von Paula (1728–1793), bayerischer Mundartdichter
- Kiennast, Thomas (* 1976), österreichischer Kameramann
- Kienow, John (1906–1976), deutscher Angestellter und Widerstandskämpfer gegen den Nationalsozialismus
- Kienreich, Walter (* 1950), österreichischer Fernsehregisseur, Dokumentarfilmer und Journalist
- Kienscherf, Albert (1859–1928), deutscher Orgelbauer
- Kienscherf, Dirk (* 1965), deutscher Politiker (SPD), MdHB
- Kienscherf, Friedrich (1818–1890), deutscher Orgelbauer
- Kientega, Justin (* 1959), burkinischer Geistlicher, römisch-katholischer Bischof von Ouahigouya
- Kientz, Jochen (* 1972), deutscher Fußballspieler
- Kientzy, Daniel (* 1951), französischer Saxophonist
- Kieny, Marie-Paule (* 1955), französische Virologin
- Kienzer, Anna (* 1990), österreichische Skispringerin
- Kienzer, Karin, österreichische Schauspielerin
- Kienzer, Matthias (* 1980), österreichischer Handballspieler
- Kienzer, Michael (* 1962), österreichischer Künstler
- Kienzl, Florian (1894–1972), österreichischer Theaterkritiker, Schauspieler, Dramaturg, Regisseur, Übersetzer und Autor
- Kienzl, Friedrich (1897–1981), österreichisch-deutscher politischer Funktionär
- Kienzl, Heinz (1922–2020), österreichischer Gewerkschafter und Bankmanager
- Kienzl, Hermann (1865–1928), österreichischer Schriftsteller, Journalist und Theaterkritiker
- Kienzl, Josef (1858–1924), österreichischer Politiker (CSP), Abgeordneter zum Nationalrat
- Kienzl, Karla (1922–2018), österreichische Rennrodlerin
- Kienzl, Lily (1859–1919), österreichische Sängerin
- Kienzl, Mario (* 1983), österreichischer Fußballspieler und -trainer
- Kienzl, Markus (* 1973), österreichischer Musiker
- Kienzl, Patrick (* 1989), österreichischer Fußballspieler
- Kienzl, Wilhelm (1827–1902), österreichischer Jurist und Politiker
- Kienzl, Wilhelm (1857–1941), österreichischer KomponistWilhelm Kienzl (1857–1941)

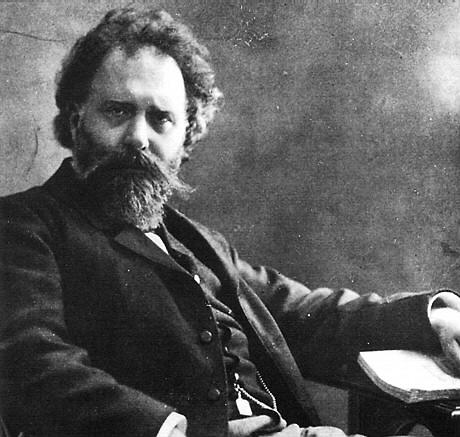
Wilhelm Kienzl (1857–1941)

- Kienzle, Alfons (* 1950), deutscher Politiker (CDU), MdL
- Kienzle, Alfred (1913–1940), deutscher Wasserballspieler
- Kienzle, Bertram (* 1948), deutscher Philosoph
- Kienzle, Helene (1927–2017), deutsche Rollkunstläuferin
- Kienzle, Herbert (1887–1954), deutscher Unternehmer
- Kienzle, Hermann (1876–1946), Schweizer Kunsthistoriker, Schul- und Museumsdirektor
- Kienzle, Jakob (1859–1935), deutscher Unternehmer und Uhrenfabrikant
- Kienzle, Jochen (* 1959), deutscher Kunstsammler
- Kienzle, Leonie (* 1992), deutsche Schauspielerin
- Kienzle, Lorenz (* 1967), deutscher Fotograf
- Kienzle, Lorenz (* 1988), Schweizer Eishockeyspieler
- Kienzle, Martin (* 1992), deutscher Handballspieler
- Kienzle, Michael (* 1945), deutscher Literaturwissenschaftler und Kommunalpolitiker (Bündnis 90/Die Grünen)
- Kienzle, Otto (1893–1969), deutscher Ingenieur, Fertigungsplaner und Hochschullehrer
- Kienzle, Paul (1861–1941), deutscher Architekt und Hotelier
- Kienzle, Ulrich (1936–2020), deutscher Journalist und BuchautorUlrich Kienzle (1936–2020)

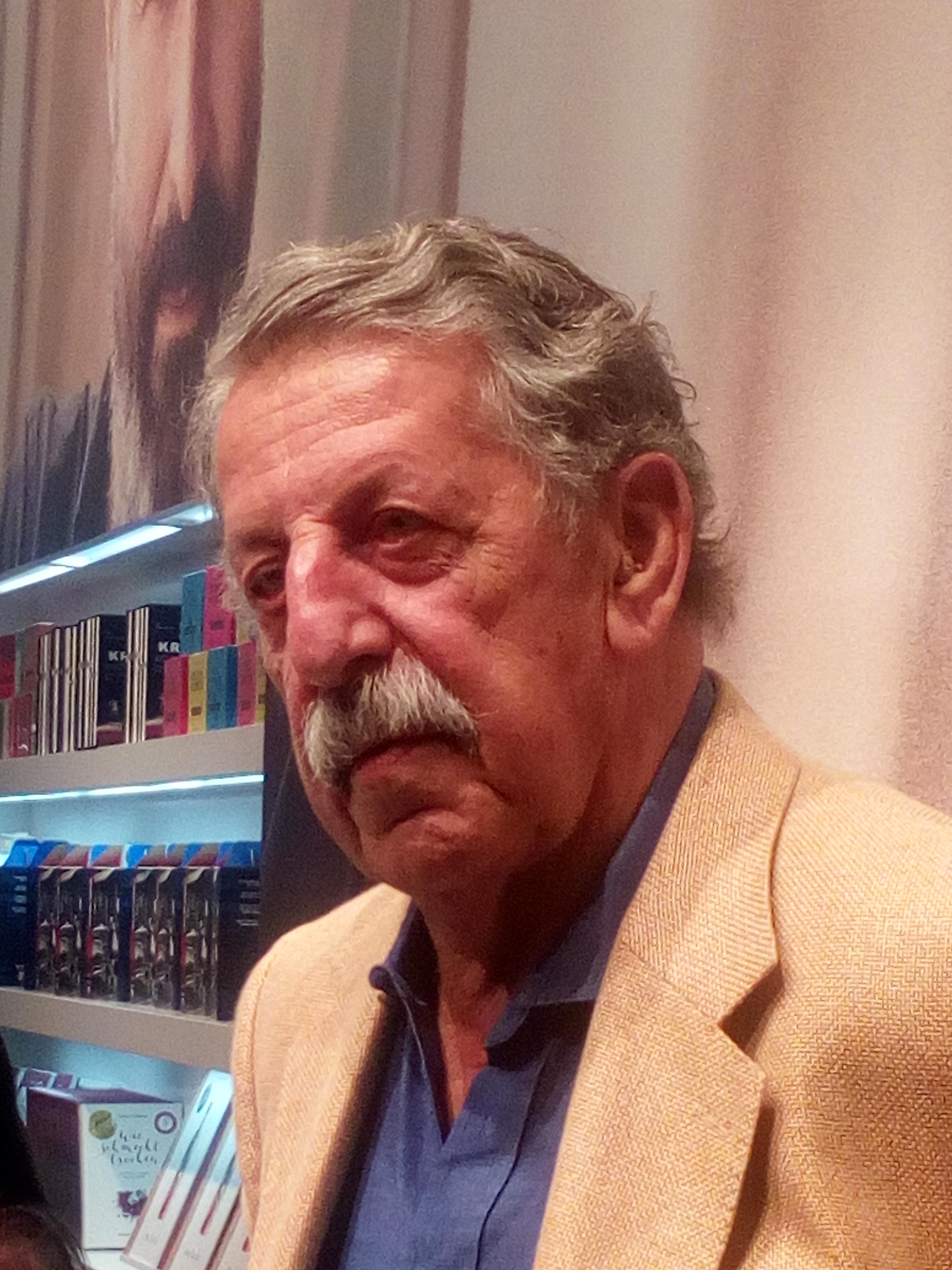
Ulrich Kienzle (1936–2020)

- Kienzle, Wilhelm (1886–1958), Schweizer Innenarchitekt, Möbeldesigner, Produktgestalter, Gebrauchsgrafiker und Kunstpädagoge
- Kienzler, Fritz, deutscher Fußballspieler
- Kienzler, Herbert, deutscher Jurist
- Kienzler, Klaus (* 1944), deutscher römisch-katholischer Theologe und Hochschullehrer

### Kiep
- Kiep, Hanna (1904–1979), deutsche Juristin, Diplomatin und NS-Opfer
- Kiep, Johannes (1847–1935), deutscher Kaufmann und Konsul
- Kiep, Louis Leisler (1884–1962), deutscher Unternehmer und Offizier
- Kiep, Otto (1886–1944), deutscher Diplomat, Widerstand gegen den Nationalsozialismus
- Kiep, Walther Leisler (1926–2016), deutscher Politiker (CDU), MdL, MdHB, MdBWalther Leisler Kiep (1926–2016)

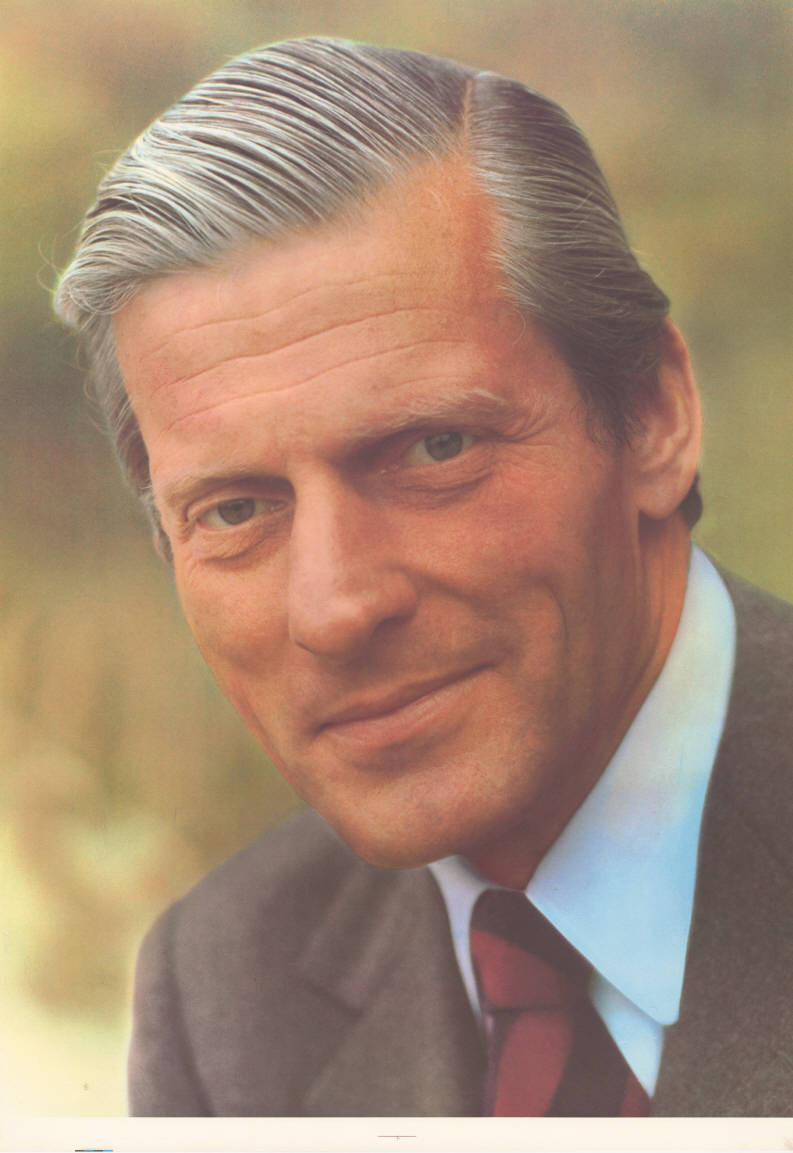
Walther Leisler Kiep (1926–2016)

- Kiep-Altenloh, Emilie (1888–1985), deutsche Politikerin (DDP, FDP), MdR, MdHB, Senatorin, MdB
- Kiepe, Folkert (* 1947), deutscher Jurist
- Kiepe, Heinrich (1931–2020), deutscher Wirtschaftswissenschaftler
- Kiepe, Marcus (* 1966), deutscher Schauspieler
- Kiepenheuer, Gustav (1880–1949), deutscher Verleger
- Kiepenheuer, Irmgard (1887–1971), deutsche Verlegerin
- Kiepenheuer, Karl-Otto (1910–1975), deutscher Astronom
- Kiepenheuer, Noa (1893–1971), deutsche Verlegerin und Autorin
- Kieper, Klaus (1935–2018), deutscher Autor und Fotograf
- Kiepert, Adolf (1820–1892), deutscher Ökonom und Politiker (NLP), MdR
- Kiepert, Adolf (1845–1911), Autor, Verleger und Hofbuchhändler in Hannover
- Kiepert, Heinrich (1818–1899), deutscher Geograph und Kartograph
- Kiepert, Hermann (1828–1887), deutscher Historien- und Porträtmaler der Düsseldorfer Schule sowie Fotograf
- Kiepert, Ludwig (1846–1934), deutscher Mathematiker
- Kiepert, Richard (1846–1915), deutscher Geograph und Kartograf
- Kiepura, Jan (1902–1966), polnisch-amerikanischer Opernsänger (Tenor) und Schauspieler

### Kier
- Kier, Herfrid (* 1935), österreichischer Musikwissenschaftler
- Kier, Hiltrud (* 1937), österreichische Kunsthistorikerin, Hochschullehrerin, Denkmalpflegerin (Stadtkonservatorin in Köln), Generaldirektorin der Museen der Stadt Köln
- Kier, Thomas (1869–1927), deutscher Kapitän und Kommodore der HAPAG
- Kier, Udo (* 1944), deutscher SchauspielerUdo Kier (* 1944)

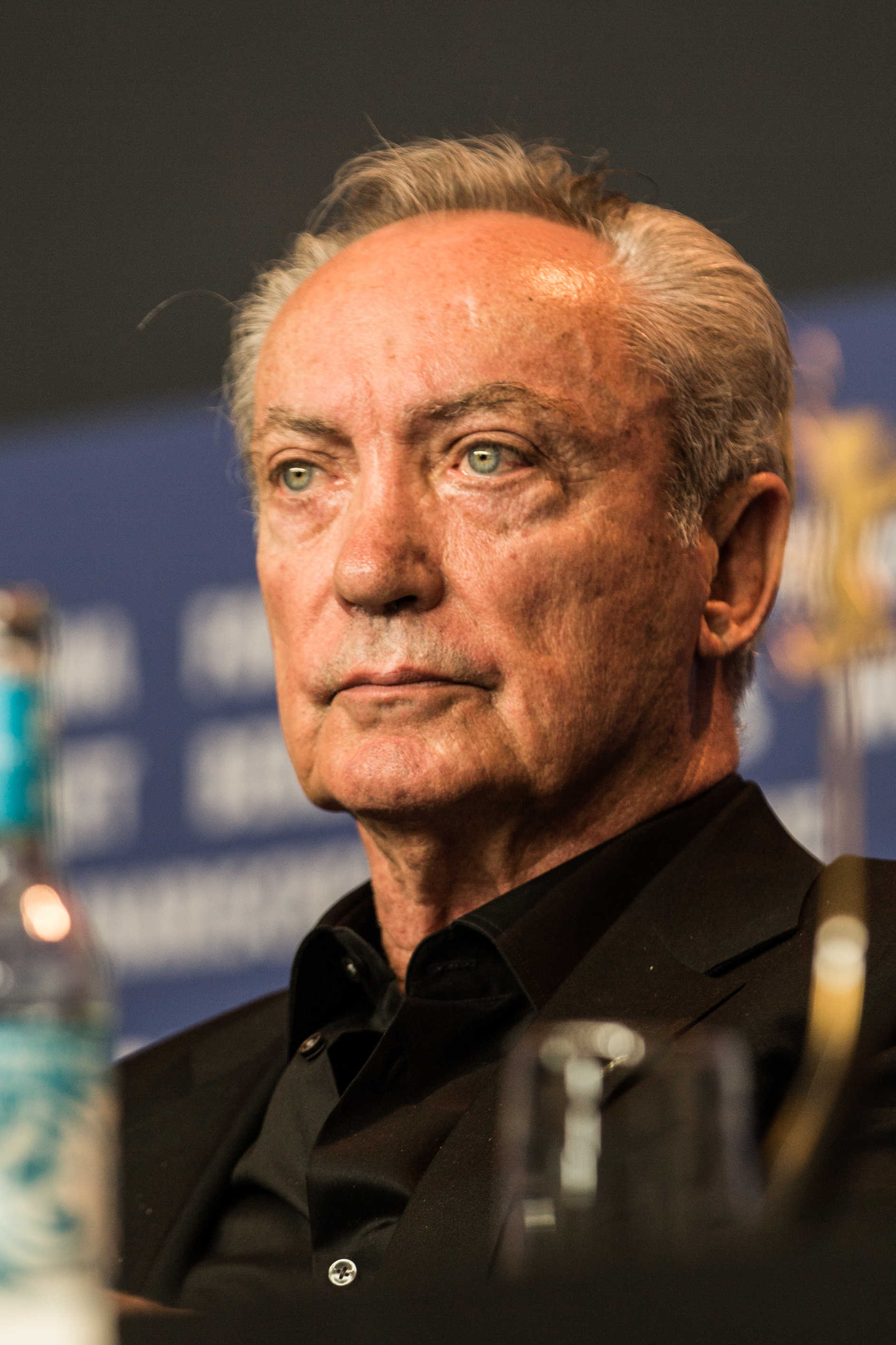
Udo Kier (* 1944)

- Kier, Volker (1941–2023), österreichischer Politiker (LIF), Abgeordneter zum Nationalrat
- Kieran, Dan (* 1975), britischer Autor
- Kieran, Lynne (1960–2013), britische Sängerin
- Kierans, Eric (1914–2004), kanadischer Politiker
- Kieras, Mindaugas (* 1980), litauischer Eishockeyspieler
- Kieras, Paul (1918–1997), deutscher Beamter, Oberkreisdirektor des Siegkreises und des daraus entstandenen Rhein-Sieg-Kreises
- Kierbedź, Stanisław (1810–1899), russischer Verkehrsingenieur, Brückenbau-Ingenieur und Hochschullehrer
- Kierc, Bogusław (* 1943), polnischer Dichter und Schauspieler, Essayist
- Kierdorf, Wilhelm (* 1938), deutscher Altphilologe
- Kierecker, Johann Friedrich (1751–1817), deutscher Sattler und Politiker
- Kieren, Martin (* 1954), deutscher Architekt, Architekturhistoriker, Architekturtheoretiker, Architekturkritiker und Hochschullehrer
- Kieres, Leon (* 1948), polnischer Jurist, Präsident des Institutes für Nationales Gedenken (IPN)
- Kierey, Karl-Joachim (1940–2023), deutscher Politiker (CDU) und Staatssekretär in Berlin
- Kierey, Tom (* 1994), deutscher Kanute
- Kierkegaard, Søren (1813–1855), dänischer Philosoph und TheologeSøren Kierkegaard (1813–1855)

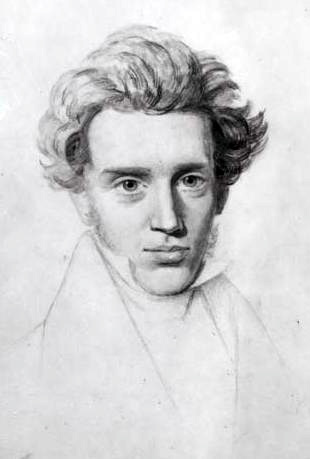
Søren Kierkegaard (1813–1855)

- Kierkels, Leo Peter (1882–1957), niederländischer Ordensgeistlicher, römisch-katholischer Erzbischof und Diplomat des Heiligen Stuhls
- Kierkgaard, Mette (* 1972), dänische Politikerin
- Kierkgaard, Mikkeline (* 1984), dänische Eiskunstläuferin und Sängerin
- Kiermaier, Günter (* 1942), österreichischer Gastwirt und Politiker (SPÖ), Abgeordneter zum Nationalrat
- Kiermayer, Susanne (* 1968), deutsche Sportschützin
- Kiermeier, Friedrich (1908–1995), deutscher Lebensmittelchemiker
- Kiermeier, Hildegard (1932–2021), deutsche Diplomatin, Botschafterin der DDR
- Kiermeier-Debre, Joseph (* 1946), deutscher Literatur-, Theater- und Kunstwissenschaftler
- Kiermyer, Franklin (* 1956), kanadischer Jazzmusiker
- Kiern, Simon (1913–1946), deutscher Blockführer im KZ Dachau
- Kiernan, Ben (* 1953), australischer Historiker
- Kiernan, Caitlín R. (* 1964), irisch-amerikanische Autorin von Science-Fiction, Dark Fantasy und Comics sowie Paläontologin
- Kiernan, Francis (1800–1874), britischer Anatom und Mediziner
- Kiernan, Ian (1940–2018), australischer Umweltaktivist
- Kiernan, Jeremy (1953–2021), irischer Leichtathlet
- Kiernan, Leanne (* 1999), irische Fußballspielerin
- Kiernan, Rob (* 1991), irischer Fußballspieler
- Kiernan, Thomas J. (1897–1967), irischer Diplomat
- Kiernan, Tom (1939–2022), irischer Rugby-Union-Spieler und -Trainer
- Kiernan, William (1908–1973), US-amerikanischer Ausstatter beim Film
- Kierner, Claudia (* 1983), deutsche Fußballspielerin
- Kiernikowski, Zbigniew (* 1946), polnischer Geistlicher, römisch-katholischer Bischof von Liegnitz
- Kiero, Sanna (1930–2010), finnische Skilangläuferin
- Kierocińska, Teresa Janina (1885–1946), polnische römisch-katholische Ordensfrau, Karmelitin
- Kierpacz, Mercedes (1984–2020), Opfer des Anschlags in Hanau vom 19. Februar 2020
- Kierpacz, Roman (* 1961), polnischer Ringer
- Kiers, Catharina (1839–1930), niederländische Malerin, Aquarellistin und Zeichnerin
- Kiers, George Lourens (1838–1916), niederländischer Marinemaler sowie Aquarellist und Radierer
- Kiers, Petrus (1807–1875), niederländischer Genremaler und Fotograf
- Kiers, Trevor (* 1997), kanadischer Biathlet
- Kiersch, Alexander (* 1968), deutscher Produzent, Schauspieler und Persönlichkeitstrainer
- Kiersch, Fritz (* 1951), US-amerikanischer Filmregisseur
- Kiersch, Michaela (* 1994), US-amerikanische Kletterin
- Kierschner, Eduard (1825–1879), österreichischer Theaterschauspieler und Schriftsteller
- Kierspel, August (1884–1967), deutscher Lehrer und Heimatdichter
- Kierspel, Björn (* 1979), deutscher Naturbahnrodler
- Kierst, Sven (* 1958), deutscher Fotokünstler
- Kierstan, Linda (* 1984), deutsche Journalistin und FernsehmoderatorinLinda Kierstan (* 1984)

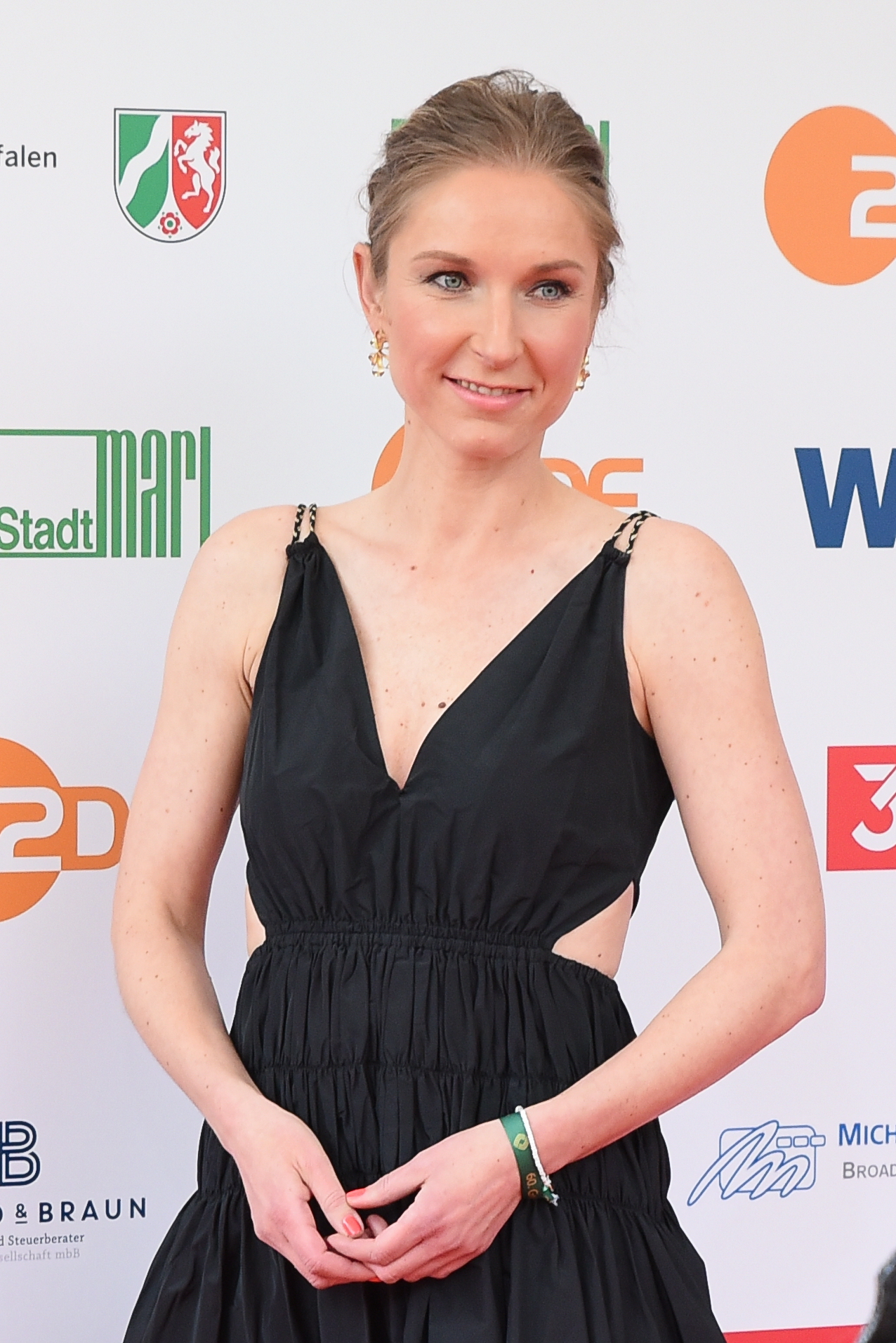
Linda Kierstan (* 1984)

- Kierstein, Gerhard (1937–2013), deutscher Maler und Grafiker
- Kierstein, Herbert (1938–2017), deutscher Geheimdienstler der DDR-Staatssicherheit
- Kierstein, Max (1890–1952), deutscher SS-Hauptscharführer, Lagerkommandant
- Kierszenbaum, Martin, US-amerikanischer Musiker
- Kiertscher, Adolf (1942–2015), deutscher Musiker, Sänger und Kapellmeister
- Kieruj, Helmut (* 1950), deutscher Fußballspieler
- Kierulff, Johann Friedrich (1806–1894), deutscher Jurist und Politiker
- Kierwiński, Marcin (* 1976), polnischer Politiker und Informatiker
- Kierzkowska, Ewa (* 1964), polnische Politikerin, Mitglied des Sejm
- Kierzkowski, Janusz (1947–2011), polnischer Bahnradsportler

### Kies
- Kies, Christoph (* 1982), deutscher Standard- und Lateintänzer
- Kies, Hans (1910–1984), deutscher Bildhauer und Politiker (KPD, SED)
- Kies, Johann (1713–1781), deutscher Astronom
- Kies, Marietta (1853–1899), US-amerikanische Philosophin
- Kies, Michael (1960–2004), deutscher Ringer
- Kies, Thomas (* 1975), deutscher Fußballspieler

#### Kiesa
- Kiesa, Nicolas (* 1978), dänischer Automobilrennfahrer
- Kiesanowski, Joanne (* 1979), neuseeländische Radrennfahrerin
- Kiesant, Günter (* 1932), deutscher Jazzmusiker (Schlagzeug)
- Kiesant, Knut (1943–2022), deutscher Germanist
- Kiesau, Georg (1881–1940), deutscher Schauspieler und Regisseur

#### Kiesb
- Kiesbauer, Arabella (* 1969), deutsche FernsehmoderatorinArabella Kiesbauer (* 1969)

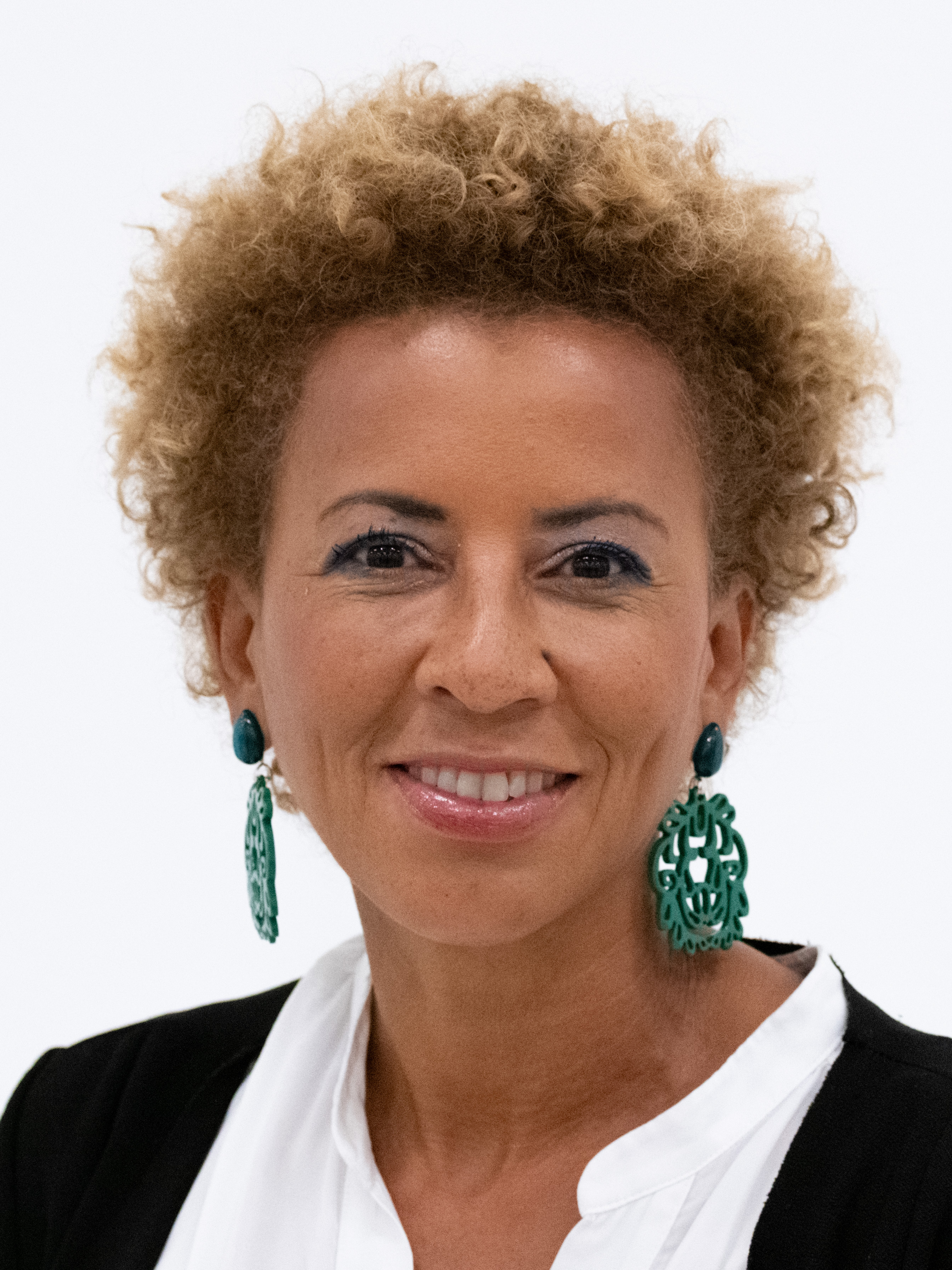
Arabella Kiesbauer (* 1969)

- Kiesbye, Hannah (* 2002), deutsche Aktivistin und Schauspielerin

#### Kiesc
- Kiesche, Eberhard, deutscher Sozialwirt
- Kiesche, Tom (* 1967), US-amerikanischer Schauspieler, Regisseur und Produzent
- Kieschke, Friedrich Julius (1819–1895), deutscher Politiker
- Kieschke, Friedrich Wilhelm (1790–1863), deutscher Beamter und Abgeordneter
- Kieschke, Paul (1851–1905), deutscher Architekt und preußischer Baubeamter

#### Kiese
- Kiese Thelin, Isaac (* 1992), schwedischer Fußballspieler
- Kiesé, Holger (* 1959), deutscher evangelischer Diakon, Kirchenmusiker und Liedermacher
- Kiese, Manfred (1910–1983), deutscher Pharmakologe und Toxikologe
- Kiese, Martin (* 1970), deutscher Neonaziaktivist, ehemaliger Landesvorsitzender der Partei Die Rechte in Niedersachsen
- Kiese, Steffen (* 1987), deutscher Basketballspieler
- Kiesecker, Horst (1934–2020), deutscher Politiker (SPD), MdL
- Kieseier, Hans (1962–2023), deutscher Schauspieler und Regisseur
- Kiesekamp, Hedwig (1844–1919), Sängerin und Schriftstellerin in Münster
- Kiesel, Annemieke (* 1979), niederländische Fußballtrainerin und ehemalige -spielerin
- Kiesel, Bob (1911–1993), US-amerikanischer Sprinter
- Kiesel, Carl Maria (1903–1971), deutscher Grafiker und Widerstandskämpfer
- Kiesel, Conrad (1846–1921), deutscher Architekt, Maler und Bildhauer
- Kiesel, Doron (* 1949), deutscher Hochschullehrer
- Kiesel, Emil (1910–1990), deutscher Geistlicher und Widerstandskämpfer gegen den Nationalsozialismus
- Kiesel, Harald (* 1962), deutscher Journalist, Verleger, Lektor und Autor
- Kiesel, Helmuth (* 1947), deutscher Germanist und HochschullehrerHelmuth Kiesel (* 1947)

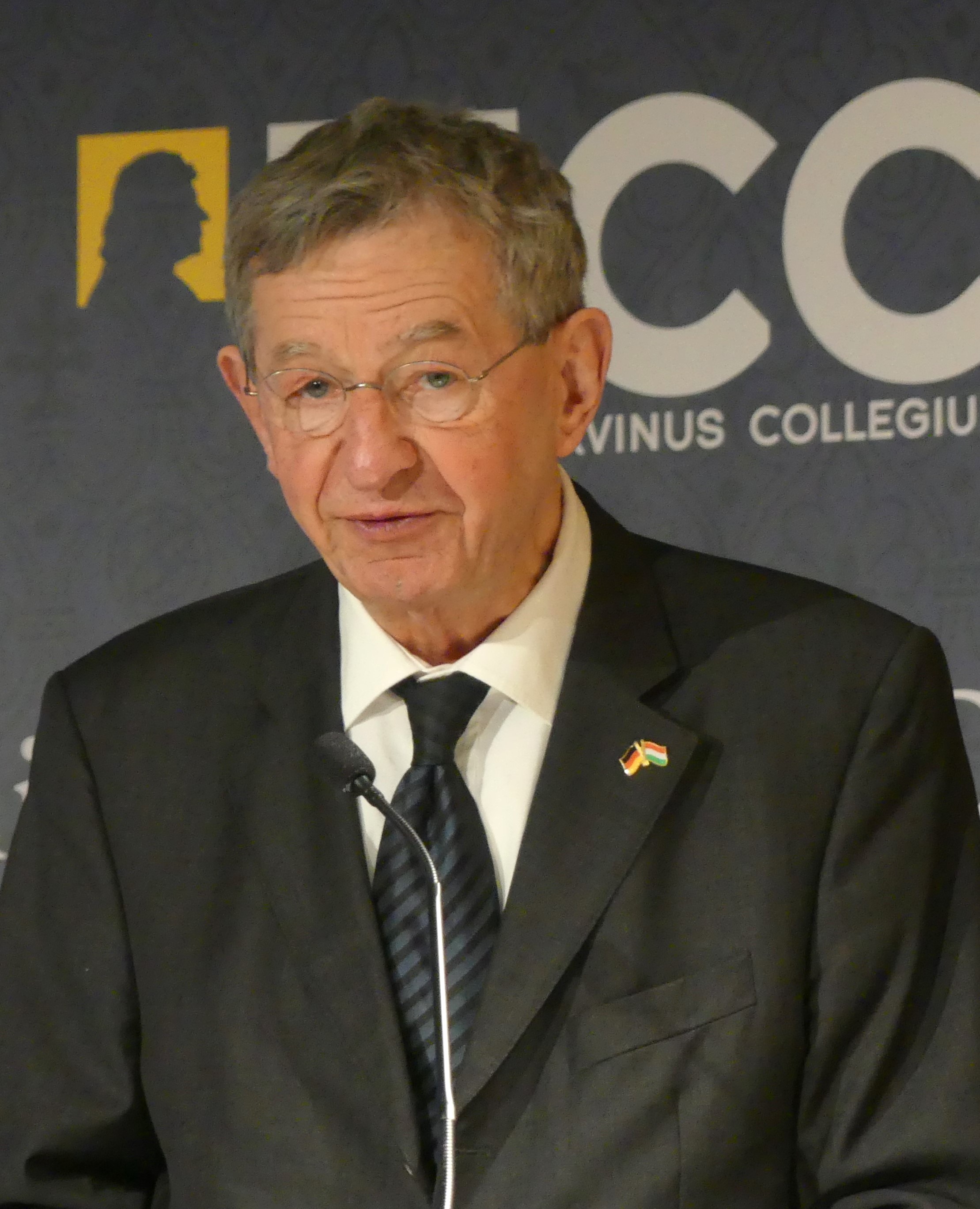
Helmuth Kiesel (* 1947)

- Kiesel, Holger (* 1974), deutscher Journalist, Hörfunkmoderator, Kabarettist und Beauftragter der Bayerischen Staatsregierung
- Kiesel, Johannes (1844–1892), preußischer Landrat des Landkreises Altenkirchen
- Kiesel, Manfred (* 1949), deutscher Kunstpädagoge
- Kiesel, Marie (1851–1926), österreichische Sängerin
- Kiesel, Markus (* 1962), deutscher Musikwissenschaftler und Kulturmanager
- Kiesel, Otto (1880–1956), deutscher Journalist und Schriftsteller
- Kiesel, Robert (* 1951), deutscher Politiker (CSU), MdL
- Kiesel, Rüdiger (* 1962), deutscher Mathematiker und Hochschullehrer
- Kieselbach, Edmund (1937–2006), deutscher Maler, Grafiker, Klang- und Installationskünstler
- Kieselbach, Georg, deutscher Rechtsanwalt und Parlamentarier
- Kieselbach, Tamás (* 1964), ungarischer Kunsthistoriker, -sammler, -händler und Galerist, Autor und Herausgeber
- Kieselbach, Werner (1949–2021), deutscher Experte für Papiergeld und deutsche Notgeldscheine
- Kieseler, Katrin (* 1977), deutsch-australische Kanutin
- Kieselhausen, Oskar (1821–1876), deutscher Demokrat
- Kieselmann, Wolfgang (* 1955), deutscher Fußballtorhüter
- Kieselstein, Dieter (1928–2012), deutscher Puppenspieler
- Kieselstein, Gisela (1930–2019), deutsche Puppenspielerin
- Kiesen, Michael, deutscher Autor und Jurist
- Kiesenebner, Markus (* 1979), österreichischer Fußballspieler
- Kiesenhofer, Anna (* 1991), österreichische RadrennfahrerinAnna Kiesenhofer (* 1991)

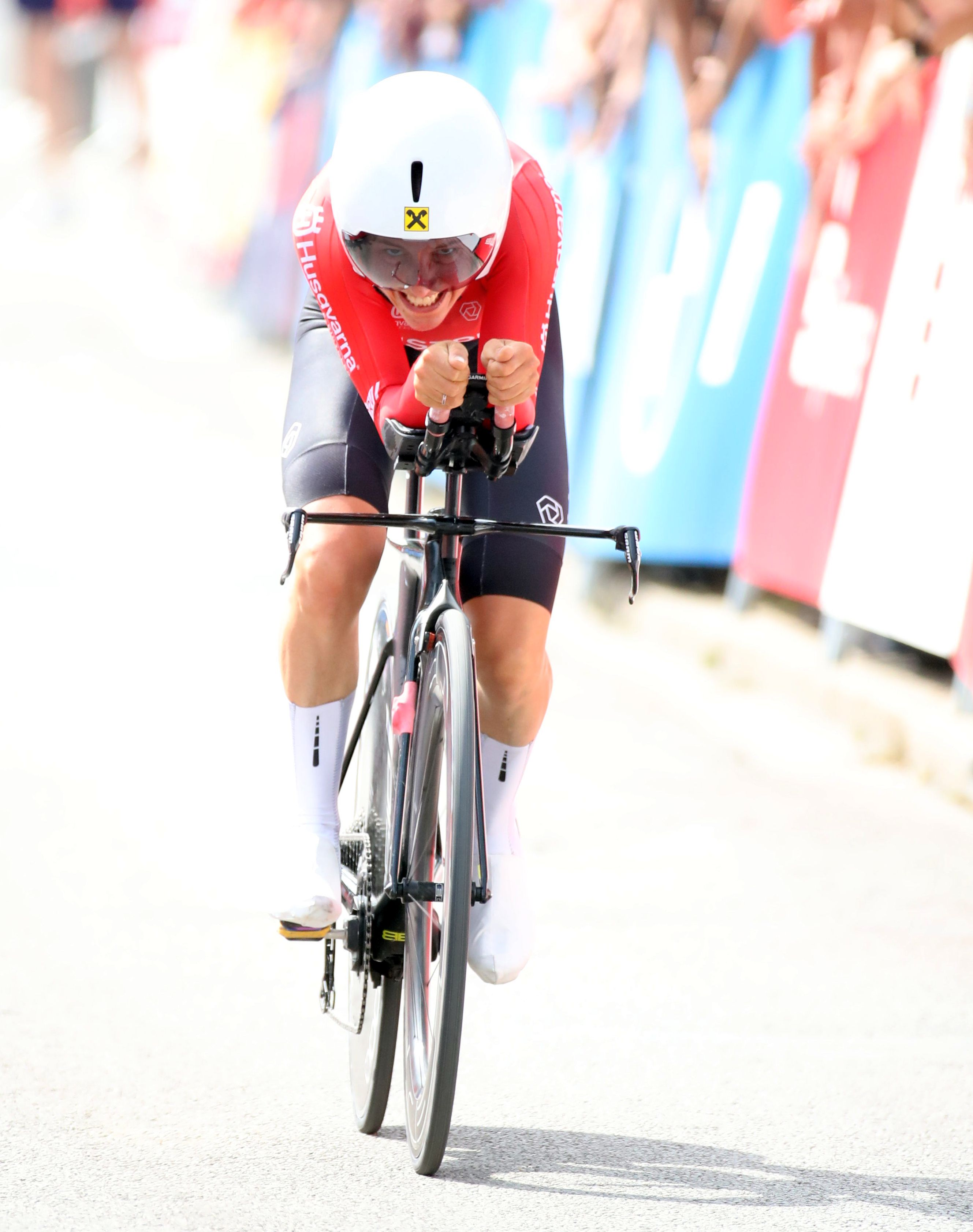
Anna Kiesenhofer (* 1991)

- Kiesenwetter, Ernst August Hellmuth von (1820–1880), deutscher Jurist und Entomologe
- Kiesenwetter, Ernst Philipp von (1792–1840), sächsischer Gutsbesitzer und Mitglied der Zweiten Kammer des Sächsischen Landtages
- Kiesenwetter, Hans Christian von (1669–1744), sächsischer General der Infanterie
- Kiesenwetter, Hermann von (1865–1926), sächsischer Generalmajor
- Kieser, Alfred (* 1942), deutscher Betriebswirt
- Kieser, Andreas (1618–1688), Herzoglich Württembergischer Kriegsrat, Oberstleutnant und Kartograph
- Kieser, Dietrich Georg (1779–1862), deutscher Mediziner und Psychiater
- Kieser, Eberhard (1583–1631), deutscher Kupferstecher und Verleger
- Kieser, Egbert (* 1928), deutscher Autor
- Kieser, Günther (1930–2023), deutscher Grafikdesigner
- Kieser, Hans-Lukas (* 1957), Schweizer Historiker
- Kieser, Harro (* 1939), deutscher Germanist und Historiker
- Kieser, Jürgen (1921–2019), deutscher Comic-Zeichner, Werbegrafiker und Karikaturist
- Kieser, Klaus (* 1961), deutscher Tanzjournalist, Verleger und Kulturmanager
- Kieser, Luca (* 1992), deutscher Schriftsteller und Lyriker
- Kieser, Lucian (* 1979), deutscher Basketballspieler
- Kieser, Margaretha (1829–1900), Schweizer Lehrerin und Jugendschriftstellerin
- Kieser, Otto (1893–1985), deutscher Pädagoge, Sprachforscher und Schriftsteller
- Kieser, Walther (1894–1947), deutscher Bildhauer
- Kieser, Werner (1940–2021), Schweizer UnternehmerWerner Kieser (1940–2021)

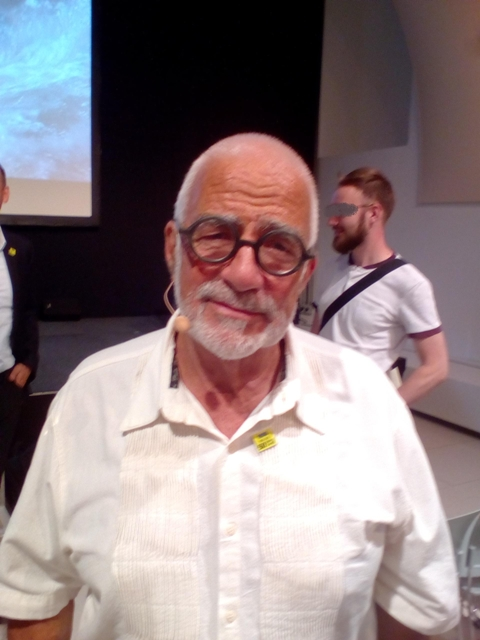
Werner Kieser (1940–2021)

- Kieser, Wilhelm (1811–1895), Gymnasiallehrer und Politiker
- Kieseritzky, Gangolf von (1847–1904), deutschbaltischer Klassischer Archäologe
- Kieseritzky, Gustav (1893–1943), deutscher Vizeadmiral im Zweiten Weltkrieg
- Kieseritzky, Ingomar von (1944–2019), deutscher Schriftsteller
- Kieseritzky, Lionel (1806–1853), deutschbaltischer Schachspieler
- Kieseritzky, Wolther von (* 1960), deutscher Historiker
- Kieserling, André (* 1962), deutscher Soziologe und Hochschullehrer
- Kiesewalter, Nadine (* 1986), deutsche Schauspielerin
- Kiesewetter, Alexander Alexandrowitsch (1866–1933), russischer Historiker, Hochschullehrer und Publizist
- Kiesewetter, André (* 1969), deutscher Skispringer
- Kiesewetter, Benjamin (1853–1934), Landtagsabgeordneter Fürstentum Schwarzburg-Sondershausen
- Kiesewetter, Benjamin (* 1979), deutscher Philosoph
- Kiesewetter, Benjamin (* 1985), deutscher Schauspieler, Hörspiel- und Synchronsprecher
- Kiesewetter, Bruno (1892–1968), deutscher Wirtschaftswissenschaftler
- Kiesewetter, Carl (1854–1895), deutscher Theosoph und Okkultist
- Kiesewetter, Caroline (* 1974), deutsche Schauspielerin und SängerinCaroline Kiesewetter (* 1974)

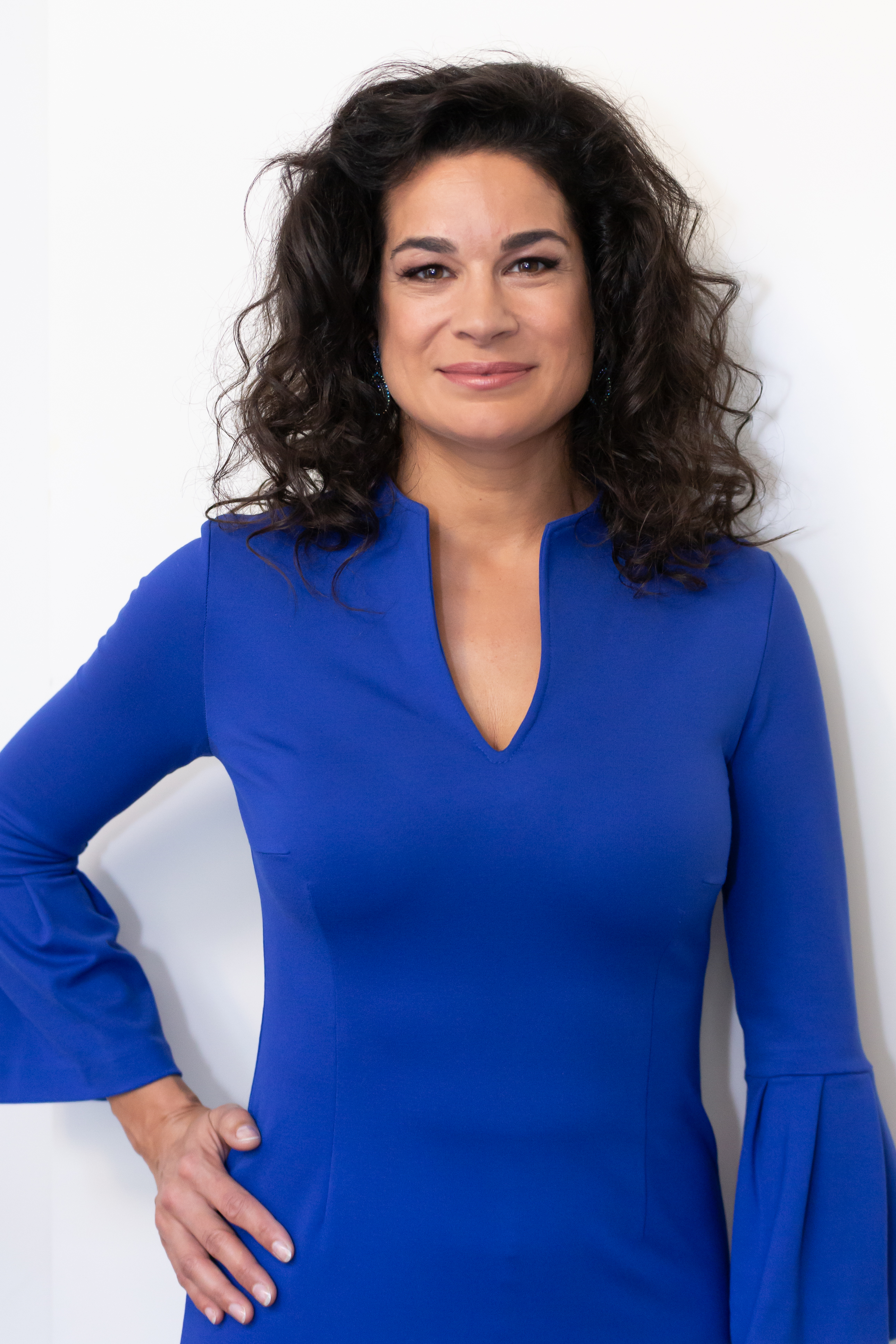
Caroline Kiesewetter (* 1974)

- Kiesewetter, Doris, deutsche Modeschneiderin und Zeitungsredakteurin
- Kiesewetter, Ekkehard (* 1934), deutscher Bühnenschauspieler und -regisseur
- Kiesewetter, Emil (1845–1924), US-amerikanischer Buchhalter, Soldat und Politiker
- Kiesewetter, Georg Iwanowitsch (1808–1857), russischer Architekt
- Kiesewetter, Gustav (1926–2009), deutscher Werkleiter und Politiker (LDPD), MdV
- Kiesewetter, Holger (* 1947), deutscher Pathophysiologe und Internist
- Kiesewetter, Horst (1924–1977), deutscher Fußballtorwart
- Kiesewetter, Horst (* 1946), deutscher Fußballspieler
- Kiesewetter, Hubert (* 1939), deutscher Wirtschafts- und Sozialhistoriker
- Kiesewetter, Jan (* 1984), deutscher Jazzmusiker (Saxophone, Komposition)
- Kiesewetter, Jerome (* 1993), deutsch-amerikanischer Fußballspieler
- Kiesewetter, Johann Christoph (1666–1744), deutscher Pädagoge
- Kiesewetter, Johann Gottfried (1766–1819), deutscher Philosoph
- Kiesewetter, Jörg (* 1980), deutscher Politiker (CDU), MdL
- Kiesewetter, Karl (1777–1827), deutscher Geiger, Violinlehrer und Konzertmeister
- Kiesewetter, Knut (1941–2016), deutscher Jazzsänger, Liedermacher, Posaunist, Gitarrist und ProduzentKnut Kiesewetter (1941–2016)

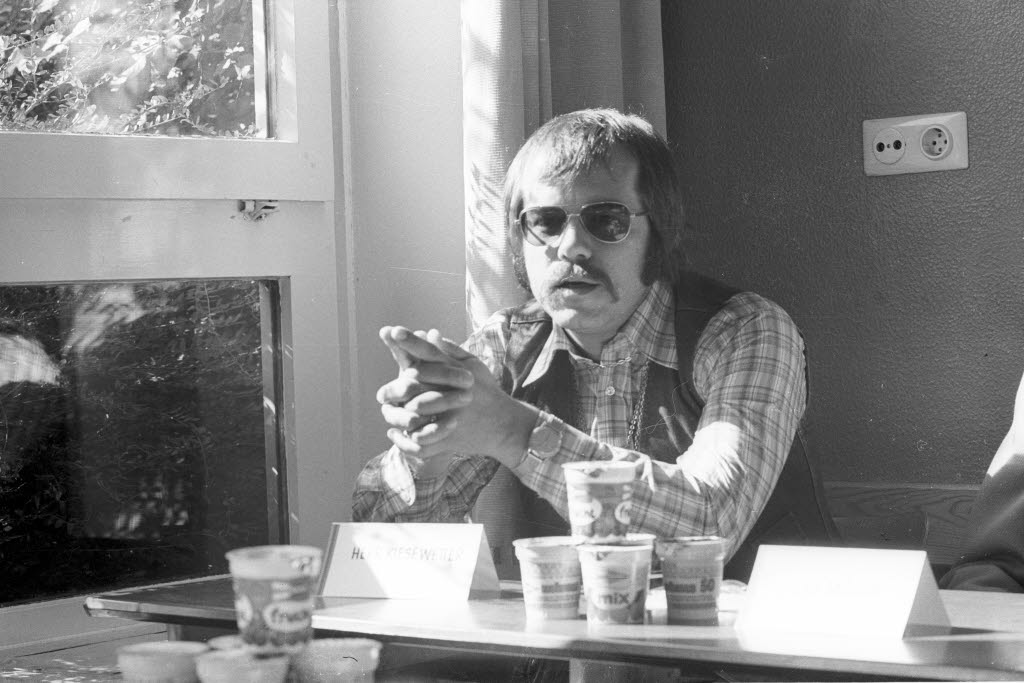
Knut Kiesewetter (1941–2016)

- Kiesewetter, Lumír (1919–1973), tschechoslowakischer Speerwerfer
- Kiesewetter, Marion, deutsche Köchin und Sachbuchautorin
- Kiesewetter, Max (1854–1914), deutscher Buchhändler, Schriftsteller und Dichter
- Kiesewetter, Michèle (1984–2007), deutsche Polizeimeisterin und Opfer neonazistischer Gewalt
- Kiesewetter, Peter (1945–2012), deutscher Komponist
- Kiesewetter, Raphael Georg (1773–1850), österreichischer Musiker, Musikwissenschaftler, Vizepräsident der Wiener Gesellschaft der Musikfreunde
- Kiesewetter, Roderich (* 1963), deutscher Generalstabsoffizier und Politiker (CDU), MdB
- Kiesewetter, Sigrun (1939–2019), deutsche Sängerin und Schriftstellerin
- Kiesewetter, Thomas (* 1963), deutscher Künstler, Bildhauer, Maler, Zeichner
- Kiesewetter, Tomasz (1911–1992), polnischer Komponist, Dirigent und Musikpädagoge
- Kiesewetter, Wilhelm (1811–1865), deutscher Maler und Ethnograph
- Kiesewetter, Wilhelm (1853–1925), österreichisch-tschechoslowakischer Politiker
- Kiesewetter, Wolfgang (1924–1991), deutscher Diplomat, Botschafter der DDR in der VAR, Schweden, Italien und Malta

#### Kiesg
- Kiesgen, Laurenz (1869–1957), deutscher Pädagoge und Schriftsteller

#### Kiesh
- Kiesheyer, Bernd (* 1946), deutscher Brigadegeneral des Heeres der Bundeswehr

#### Kiesi
- Kiesinger, Adelheid (* 1944), deutsche Laienrichterin am Verfassungsgerichtshof für das Land Baden-Württemberg
- Kiesinger, Kurt Georg (1904–1988), deutscher Politiker (CDU), MdL, MdB, Bundeskanzler der Bundesrepublik Deutschland (1966–1969), MdEPKurt Georg Kiesinger (1904–1988)

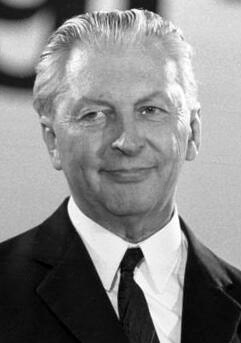
Kurt Georg Kiesinger (1904–1988)

- Kiesinger, Marie-Luise (1908–1990), deutsche Kanzlergattin

#### Kiesl
- Kiesl, Erich (1930–2013), deutscher Politiker (CSU), MdL
- Kiesl, Josef (1887–1936), österreichischer Landwirt und Landespolitiker (CS), Landtagsabgeordneter
- Kiesl, Jürgen (* 1965), deutscher Kommunalpolitiker (CDU)
- Kiesl, Theresia (* 1963), österreichische Leichtathletin und Politikerin (ÖVP), Landtagsabgeordnete
- Kiesle, Stephen (* 1947), US-amerikanischer Priester
- Kiesler, Brigitte (1924–2013), deutsche Turnerin
- Kiesler, Bruno (1925–2011), deutscher Politiker (SED)
- Kiesler, Donald J. (1933–2007), US-amerikanischer Psychologe und Psychotherapieforscher
- Kiesler, Friedrich (1890–1965), österreichisch-amerikanischer Architekt, Bildhauer, RaumgestalterFriedrich Kiesler (1890–1965)

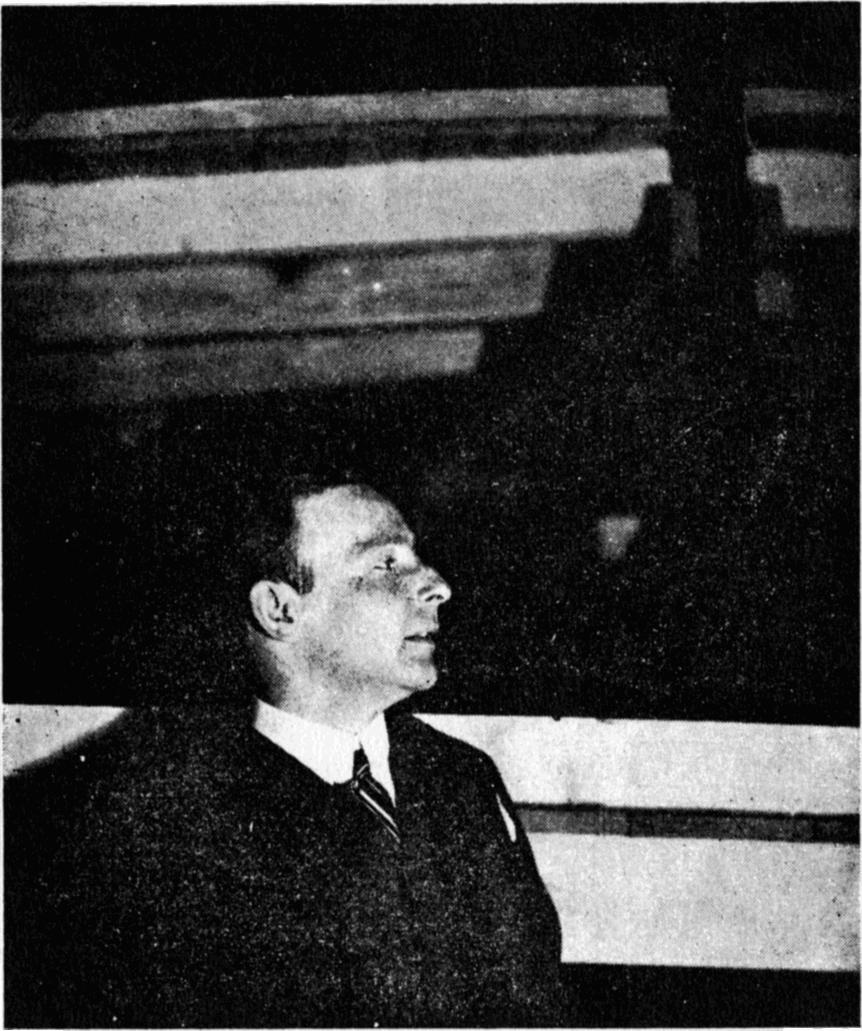
Friedrich Kiesler (1890–1965)

- Kiesler, Fritz (1906–1993), deutscher Bildhauer und Kunsthandwerker
- Kiesler, Matthias (* 1962), deutscher Diplomat
- Kiesler, Reinhard (1960–2015), deutscher Romanist
- Kiesler, Sara (* 1940), US-amerikanische Informatikerin und Hochschullehrerin
- Kiesler, Stefanie (1897–1963), österreichisch-amerikanische Autorin, Lektorin und Bibliothekarin
- Kiesler, Tom (* 2001), deutscher Handballspieler
- Kieslich, Adolf (1875–1935), deutscher Gewerkschaftssekretär und badischer SPD-Landtagsabgeordneter
- Kieslich, Günter (1924–1971), deutscher Publizistikwissenschaftler
- Kieslich, Günther (* 1926), deutscher Schauspieler und Synchronsprecher
- Kiesling auf Kieslingstein, Bruno von (1878–1957), deutscher Generalleutnant im Zweiten Weltkrieg
- Kiesling auf Kieslingstein, Johann von (1873–1948), bayerischer Oberstleutnant, chilenischer Brigadegeneral
- Kiesling, Andrea (* 1964), österreichische Schauspielerin
- Kiesling, Elena (* 1982), deutsche Volleyball- und Beachvolleyballspielerin
- Kiesling, Ernst (1851–1929), deutscher Maler und Illustrator
- Kiesling, Ferdinand (1810–1882), deutscher Landschaftsmaler der Romantik
- Kiesling, Gerhard (1922–2016), deutscher Theater- und Pressefotograf
- Kiesling, Johann Rudolf (1706–1778), deutscher lutherischer Theologe und Orientalist
- Kiesling, Leopold (1770–1827), österreichischer Bildhauer des Klassizismus
- Kiesling, Max (1866–1930), deutscher Cellist
- Kiesling, Michael (* 1957), deutscher SpieleautorMichael Kiesling (* 1957)

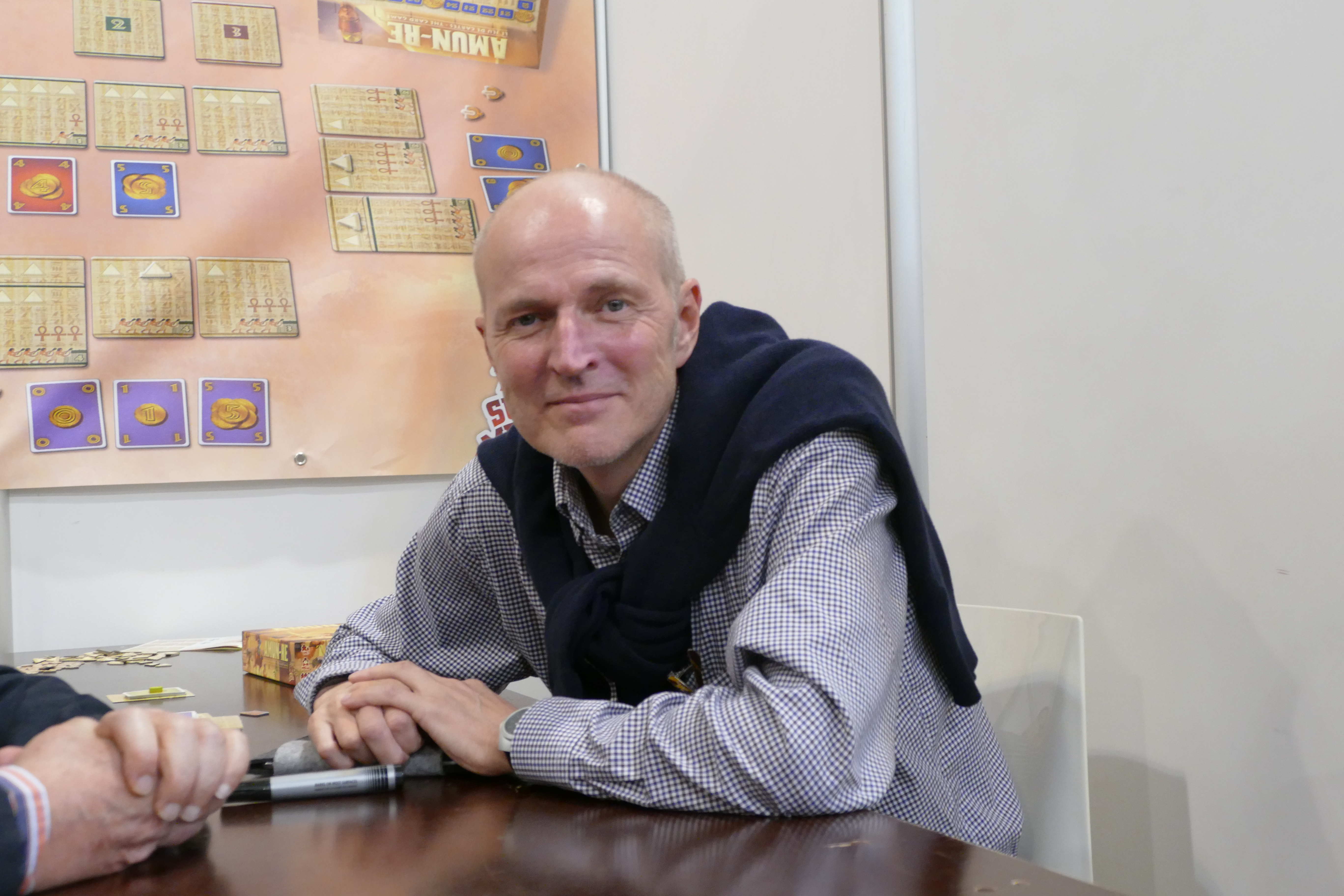
Michael Kiesling (* 1957)

- Kiesling, Walt (1903–1962), US-amerikanischer American-Football-Spieler und -Trainer
- Kieslinger, Alois (1900–1975), österreichischer Geologe
- Kieslinger, Franz (1891–1955), Kunsthistoriker und Kunsträuber im Nationalsozialismus
- Kieślowski, Krzysztof (1941–1996), polnischer Filmregisseur und DrehbuchautorKrzysztof Kieślowski (1941–1996)

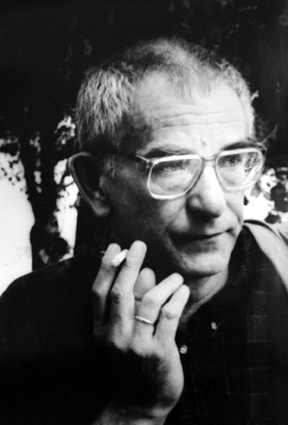
Krzysztof Kieślowski (1941–1996)

#### Kieso
- Kiesow, Brigitte (* 1957), deutsche Ruderin
- Kiesow, Doris (1902–1973), deutsche Schauspielerin
- Kiesow, Ernst-Rüdiger (1926–2003), deutscher evangelischer Theologe
- Kiesow, Gerhard (1934–2014), deutscher Apotheker und Historiker
- Kiesow, Gottfried (1931–2011), deutscher Denkmalpfleger und Vorsitzender der Deutschen Stiftung Denkmalschutz
- Kiesow, Rainer Maria (* 1963), deutscher Jurist und Rechtstheoretiker
- Kiesow, Ulrich (1949–1997), deutscher Fantasy-Schriftsteller
- Kiesow, Wilhelm (1881–1938), deutscher Reichsgerichtsrat

#### Kiess
- Kiess, Carl Clarence (1887–1967), US-amerikanischer Astronom
- Kiess, Edgar Raymond (1875–1930), US-amerikanischer Politiker
- Kiess, Emil (* 1930), deutscher Maler, Glasmaler und Graphiker
- Kiess, Johannes (* 1985), deutscher Soziologe und Politikwissenschaftler
- Kieß, Kurt (1914–1970), 1. Sekretär der SED-Gebietsleitung Wismut, MdV
- Kieß, Paul (1894–1941), deutscher Politiker (SPD)
- Kiess, Wieland (* 1958), deutscher Kinderarzt und Hochschullehrer
- Kiesse, Hugo Enrique (* 1954), paraguayischer Fußballspieler und mexikanischer Fußballfunktionär
- Kiessel, Georg (1907–1950), deutscher Jurist, Gestapo-Mitarbeiter und SS-Führer
- Kiesselbach, Anton (1907–1984), deutscher Anatom und Hochschullehrer
- Kießelbach, Clemens (1858–1931), deutscher Ingenieur und Unternehmer
- Kiesselbach, Luise (1863–1929), deutsche Armenpflegerin, Frauenrechtlerin und SozialpolitikerinLuise Kiesselbach (1863–1929)

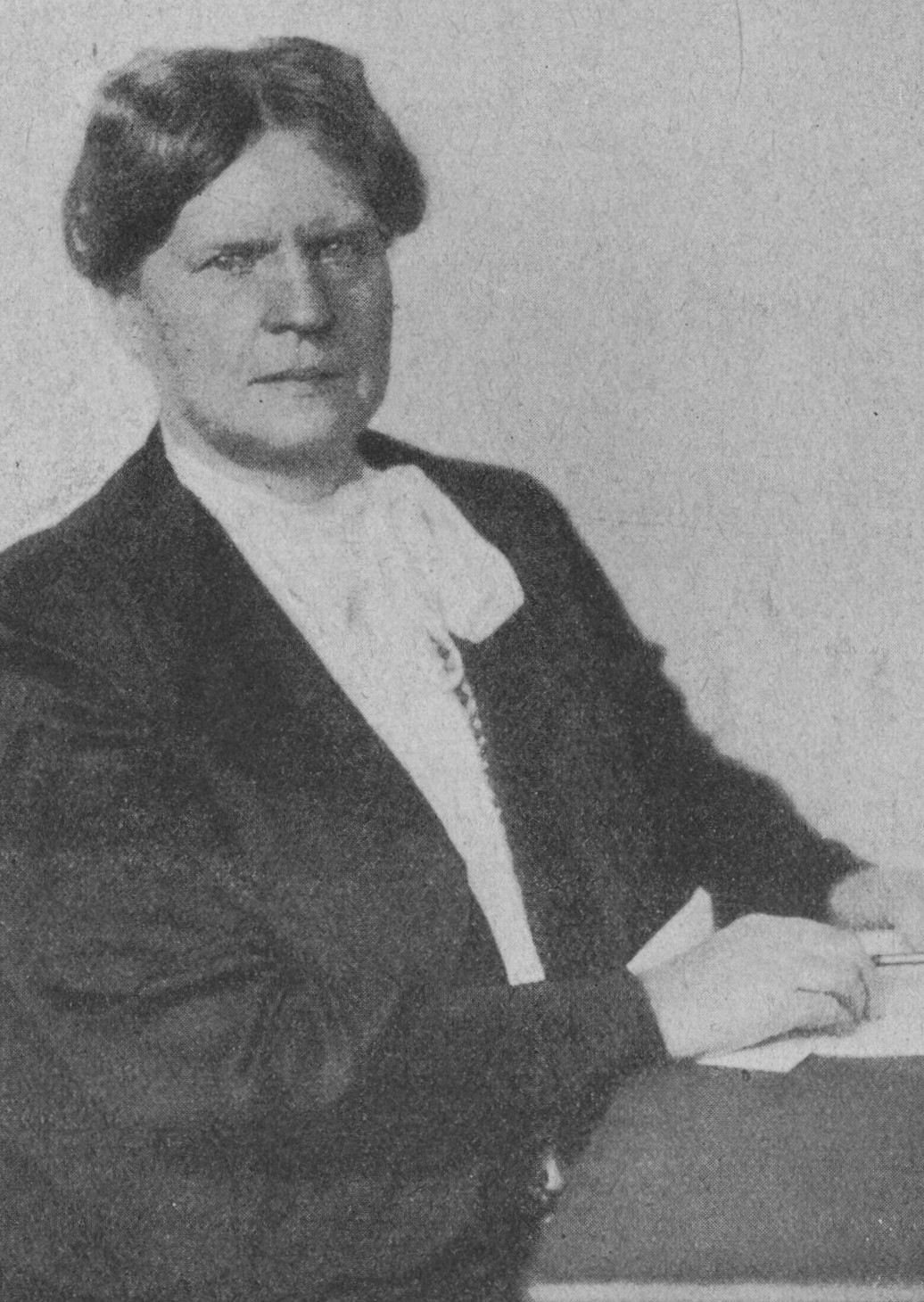
Luise Kiesselbach (1863–1929)

- Kiesselbach, Wilhelm (1824–1872), deutscher Journalist und Schriftsteller
- Kiesselbach, Wilhelm (1839–1902), deutscher Hals-Nasen-Ohren-Arzt und Hochschullehrer
- Kiesselbach, Wilhelm (1867–1960), deutscher Rechtsanwalt, Richter und Justizpolitiker
- Kiesser, Jan, kanadischer Kameramann
- Kießig, Martin (1907–1994), deutscher Pädagoge, Germanist, Literaturkritiker, Autor und Publizist
- Kießig, Werner G. (1924–2014), deutscher Buchbindermeister
- Kiesskalt, Siegfried (1897–1977), deutscher Verfahrenstechniker
- Kießler, Bernd-Wilfried (* 1945), deutscher Journalist und Fachbuchautor
- Kießler, Gustav (1807–1883), deutscher Bauunternehmer und Kommunalpolitiker in Görlitz
- Kießler, Kerstin (1945–2022), deutsche Politikerin (SPD)
- Kießler, Reiner (* 1951), deutscher Kanutrainer
- Kiessler, Richard (* 1944), deutscher Chefredakteur
- Kiessler, Uwe (1937–2025), deutscher Architekt und Hochschullehrer
- Kießling, Adolph (1837–1893), deutscher klassischer Philologe
- Kießling, Andrea (* 1981), deutsche Rechtswissenschaftlerin
- Kießling, Bernd (* 1942), deutscher Fußballspieler
- Kiessling, Dieter (* 1957), deutscher bildender Künstler
- Kießling, Edmund (1875–1948), deutscher Baumeister
- Kießling, Ellen (* 1968), deutsche Leichtathletin und OlympiateilnehmerinEllen Kießling (* 1968)

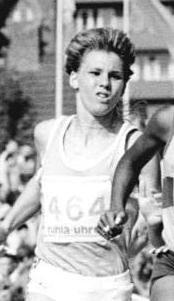
Ellen Kießling (* 1968)

- Kießling, Emil (1896–1985), deutscher Papyrologe
- Kießling, Ernst (1873–1951), deutscher Baumeister und Architekt
- Kießling, Fabian (* 1972), deutscher Radiologe, Wissenschaftler und Hochschullehrer
- Kiessling, Felix (* 1980), deutscher Bildender Künstler
- Kießling, Franz (1811–1858), deutscher Maler und Kopist
- Kießling, Franz (1918–1979), österreichischer Lyriker
- Kießling, Franz (1925–2013), deutscher Architekt
- Kießling, Franz Xaver (1859–1940), österreichischer Heimatforscher, Geologe und Prähistoriker
- Kießling, Friedrich (1935–2019), deutscher Elektroingenieur und Fachbuchautor
- Kießling, Friedrich (* 1970), deutscher Historiker
- Kießling, Friedrich Ernst, deutscher Baumeister und Bauunternehmer
- Kießling, Georg (1903–1964), deutscher Fußballspieler
- Kießling, Gerhard (1922–2017), deutscher Eishockeyspieler, -trainer und -funktionär
- Kießling, Gert (* 1944), deutscher Kabarettist
- Kiessling, Gottlieb (1777–1848), deutscher Lehrer und Altphilologe
- Kießling, Günter (1925–2009), deutscher General der BundeswehrGünter Kießling (1925–2009)

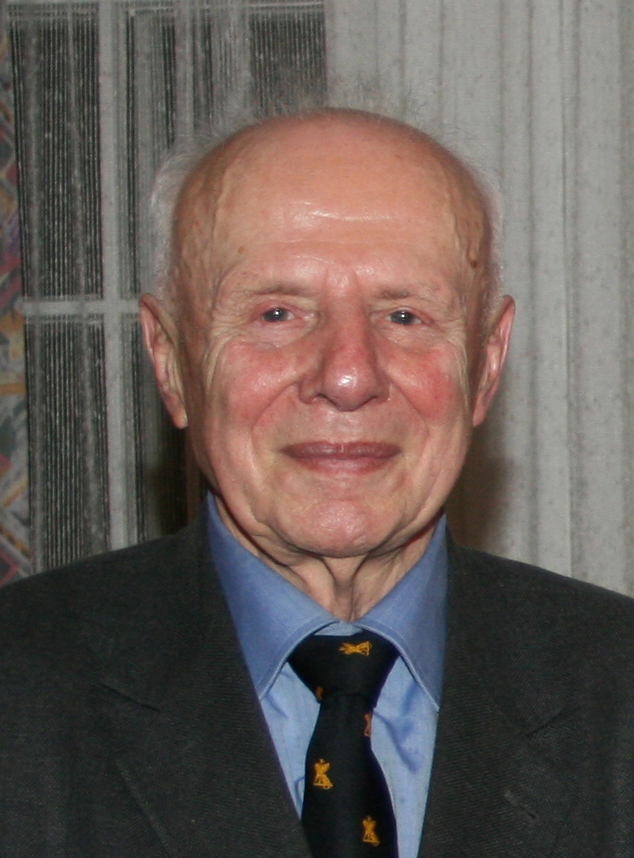
Günter Kießling (1925–2009)

- Kießling, Hans, Leitende Persönlichkeit der Augsburger Täufergemeinde
- Kiessling, Heinz (1926–2003), deutscher Musiker, Orchesterleiter, Komponist und Musikproduzent
- Kießling, Helmut (1912–1971), deutscher Schriftsteller und Textdichter
- Kießling, Johann (1839–1905), deutscher Pädagoge, Physiker und Meteorologe
- Kießling, Johann Tobias (1742–1824), deutscher Kaufmann und Pietist
- Kießling, Jürgen (1939–2006), deutscher Haupt-Initiator der Fanmeile Berlin
- Kießling, Klaus (* 1962), römisch-katholischer Theologe, Psychologe, Pastoralpsychologe, Psychotherapeut, Supervisor, Diakon und Hochschullehrer
- Kießling, Kurt (1910–1985), deutscher Maler und Grafiker
- Kiessling, Laura L. (* 1960), US-amerikanische Biochemikerin
- Kießling, Ludwig (1875–1942), deutscher Pflanzenbauwissenschaftler und Pflanzenzüchter
- Kießling, Marie (1894–1984), deutsche Leichtathletin
- Kießling, Martin (1879–1944), deutscher Architekt und preußischer Baubeamter
- Kießling, Matthias (1956–2021), deutscher Sänger, Gitarrist, Keyboarder, Songschreiber und Komponist
- Kiessling, Max (1877–1946), deutscher Historischer Geograph
- Kießling, Michael (* 1973), deutscher Politiker (CSU)
- Kießling, Olaf (* 1967), deutscher Betriebswirt und Politiker (AfD), MdL
- Kießling, Paul (1836–1919), deutscher Historien-, Genre- und Porträtmaler
- Kießling, Roland (* 1962), deutscher Afrikanist
- Kießling, Rolf (1941–2020), deutscher Historiker
- Kießling, Sina (* 1979), deutsche Schauspielerin
- Kießling, Stefan (* 1979), deutscher Organist und Kirchenmusiker
- Kießling, Stefan (* 1984), deutscher FußballspielerStefan Kießling (* 1984)
- Kiessling, Thomas (* 1962), deutscher Sänger

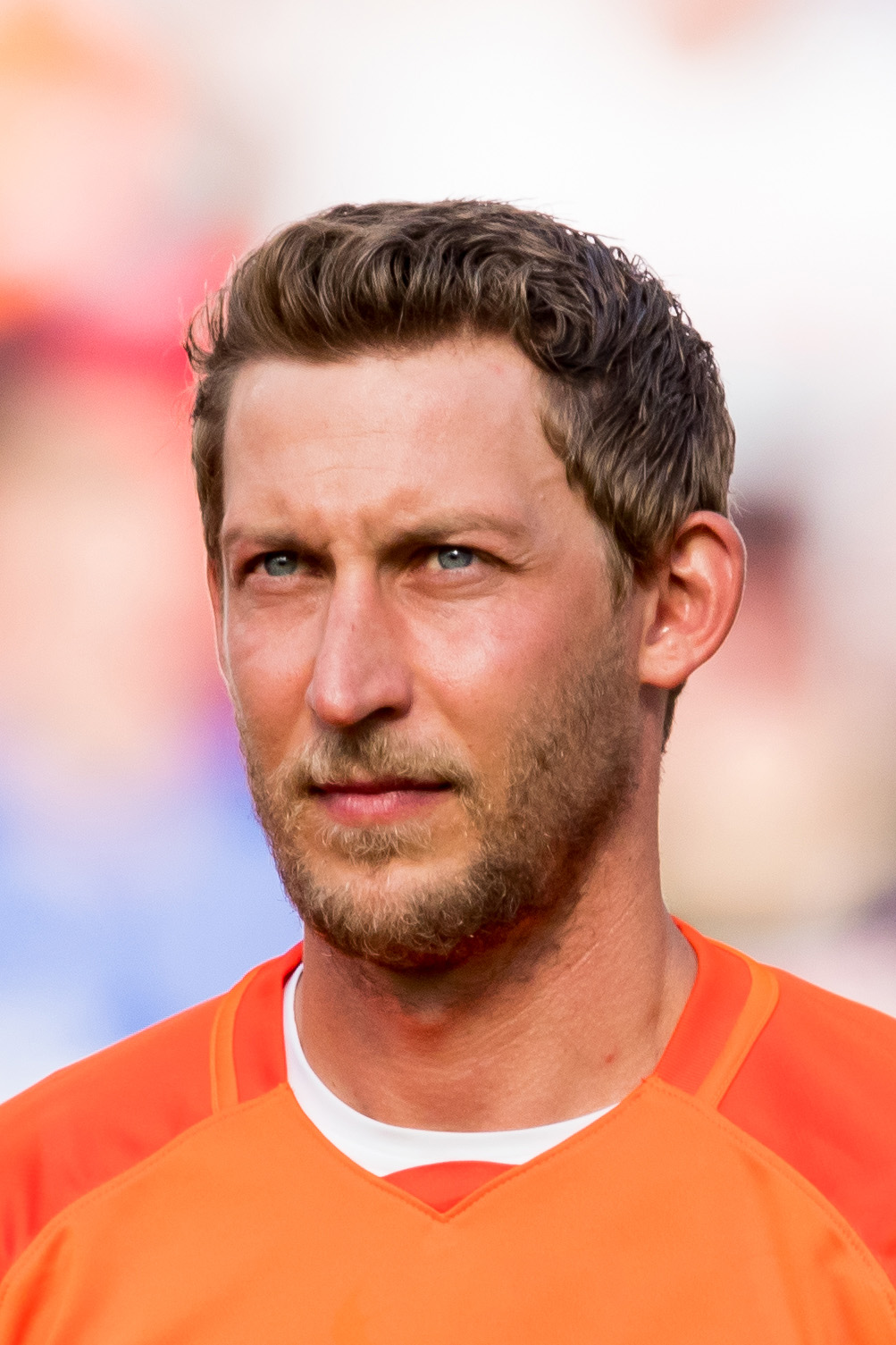
Stefan Kießling (* 1984)

- Kießling, Tino (* 1981), deutscher Schauspieler und Synchronsprecher
- Kießling, Udo (* 1955), deutscher Eishockeyspieler
- Kießling, Viola-Bianka (* 1958), deutsche Musikwissenschaftlerin und Autorin
- Kießling, Walter (1892–1966), deutscher Jurist und Politiker (NSDAP), Oberbürgermeister von Gera
- Kießling, Werner (1914–2006), deutscher Verbandsfunktionär
- Kießling, Wolfgang (1929–1999), deutscher Historiker
- Kiessling, Wolfgang (* 1937), deutscher Unternehmer in Spanien
- Kiessling, Wolfgang (* 1965), deutscher Paläontologe
- Kiessling-Rossmann, Sigrid (* 1945), deutsche Malerin
- Kießlinger, Adolf, deutscher Turner
- Kiessner, Hermann (1905–1995), deutscher Schauspieler und Hörspielsprecher
- Kiesswetter, Ekkehard (* 1944), deutscher Politiker (FDP), MdL
- Kießwetter, Karl (1930–2019), deutscher Mathematiker

#### Kiesw
- Kieswetter, Mark († 2025), amerikanischer Jazzmusiker (Piano, Keyboard, Arrangement)

#### Kiesz
- Kiesza (* 1989), kanadische Sängerin und SongwriterinKiesza (* 1989)

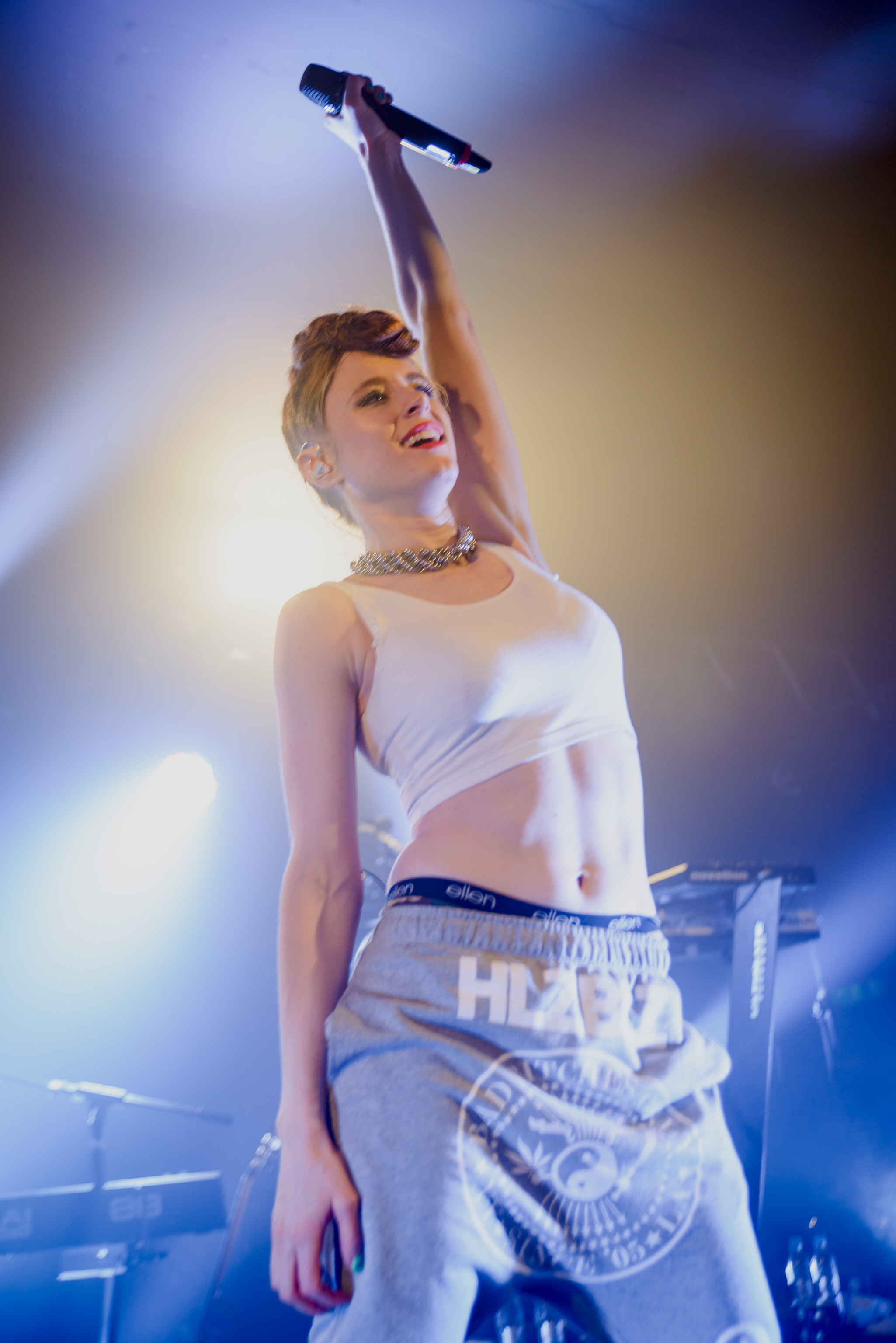
Kiesza (* 1989)

- Kieszek, Paweł (* 1984), polnischer Fußballtorhüter

### Kiet
- Kieter, Alexander von (1813–1879), livländischer Arzt und Begründer der russischen chirurgischen Gynäkologie
- Kiéthéga, Jean-Baptiste (* 1947), burkinischer Archäologe und Historiker
- Kietnalonglop, Thanouthong (* 2001), laotischer Fußballspieler
- Kietz, Erhard (1909–1982), deutscher Physiker
- Kietz, Ernst Benedikt (1815–1890), deutscher Maler und Lithograph
- Kietz, Gertraud (1913–2001), deutsche Kindergärtnerin/Hortnerin, Jugendleiterin und promovierte Psychologin
- Kietz, Gustav Adolph (1824–1908), deutscher Bildhauer
- Kietz, Reinhold (1927–1994), deutscher Politiker (SED)
- Kietzer, Cathy (* 1943), dänische Kommunalpolitikerin (SPD) in Deutschland
- Kietzer, Wolfgang (* 1947), deutscher Politiker (SPD), MdBB
- Kietzmann, Thomas, deutscher Arzt und Biochemiker

### Kieu
- Kiều, Peter Công Tùng (* 1964), vietnamesischer Geistlicher, römisch-katholischer Bischof von Phát Diệm

### Kiev
- Kieval, Hillel J., US-amerikanischer Judaist und Hochschullehrer
- Kieven, Elisabeth (* 1947), deutsche Kunsthistorikerin
- Kievenheim, Christof (1946–1978), deutscher Soziologe
- Kievit, Johan (1627–1692), niederländischer Jurist und Politiker

### Kiew
- Kiewe, Chaim (1912–1983), deutsch-israelischer Maler
- Kiewel, Andrea (* 1965), deutsche FernsehmoderatorinAndrea Kiewel (* 1965)

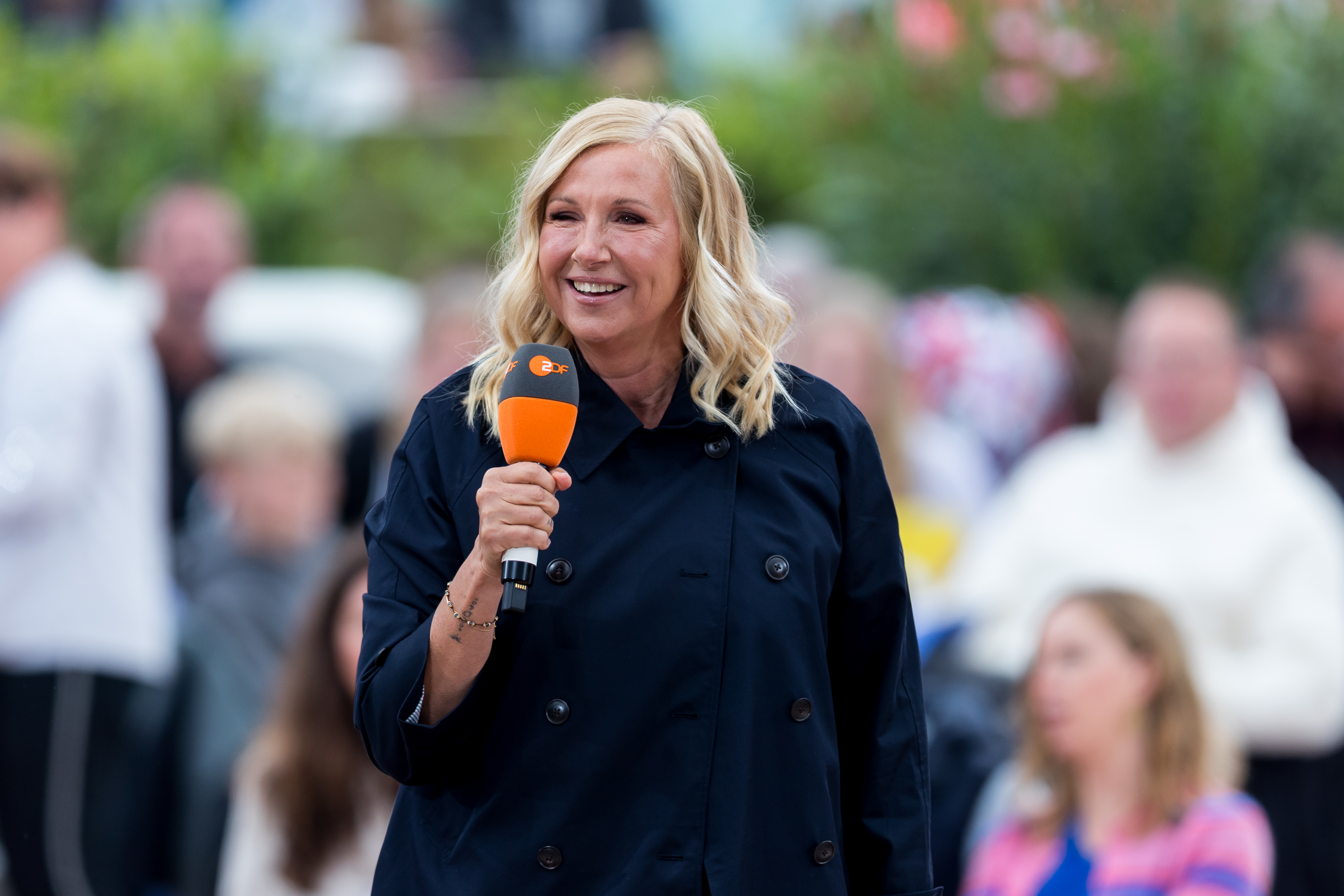
Andrea Kiewel (* 1965)

- Kiewert, Hartmut (* 1980), deutscher Künstler
- Kiewiet, Ilse (1927–2015), deutsche Schauspielerin und Synchronsprecherin
- Kiewitt, Peter (* 1939), deutscher Diplomat
- Kiewitz, Werner (1891–1965), deutscher Diplomat
- Kiewning, Eduard (1843–1937), deutscher Fotograf, Fotochemiker und Pionier der Farbfotografie
- Kiewning, Hans (1864–1939), deutscher Archiv- und Bibliotheksdirektor, Historiker, Schriftsteller und Maler